# Arenas de San Pedro

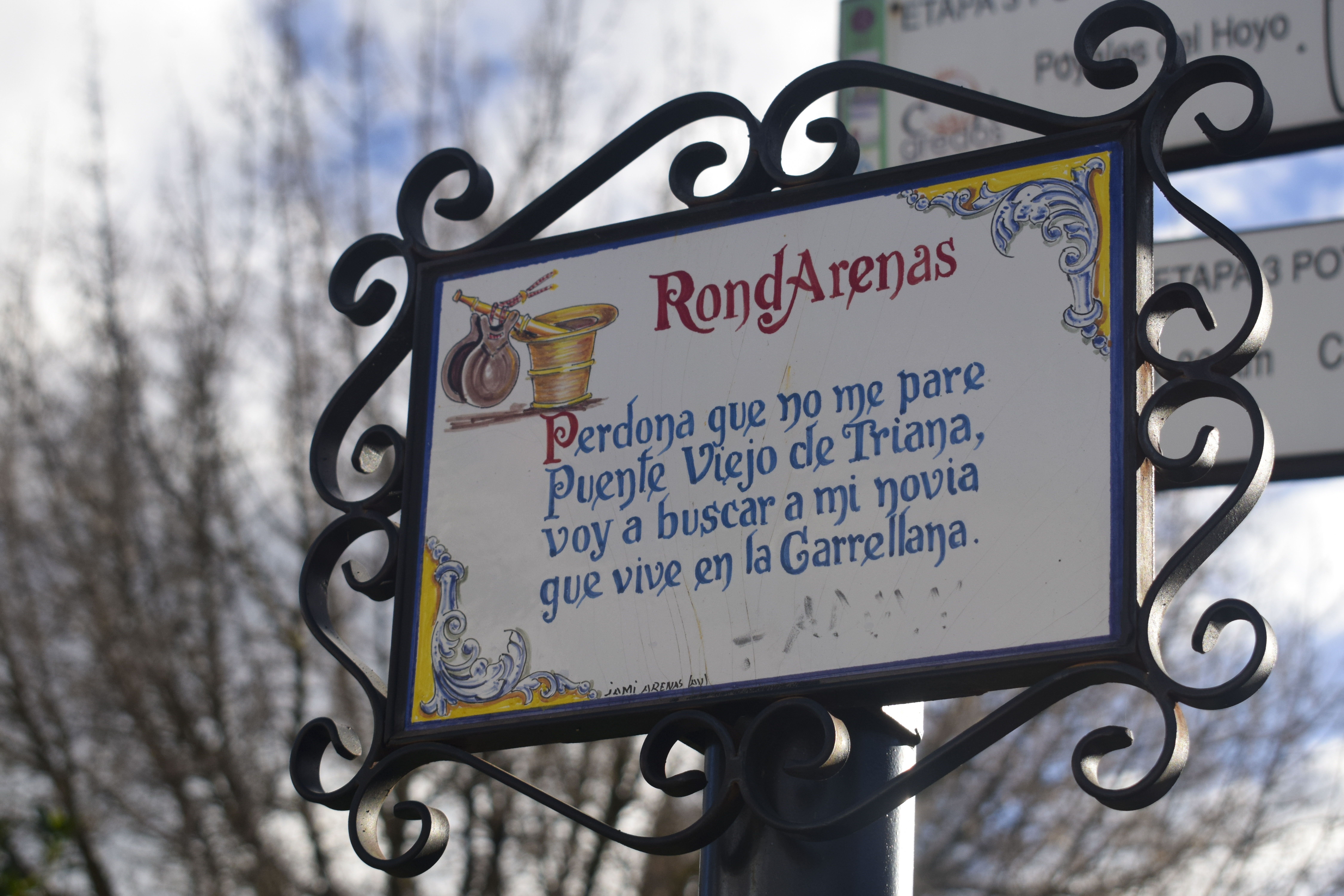
Placa cerámica con coplilla popular en la ruta del cancionero

Arenas de San Pedro es un municipio y localidad española de la provincia de Ávila, en la comunidad autónoma de Castilla y León. Es la capital de la comarca de Arenas de San Pedro. El municipio cuenta con una población de 6465 habitantes (INE 2022), lo que lo convierte en la tercera población en número de habitantes de la provincia, tras Ávila y Arévalo. Los núcleos de población de Ramacastañas, La Parra y Hontanares pertenecen al municipio bajo la forma de pedanías. Buena parte del municipio pertenece al espacio protegido del parque regional de la Sierra de Gredos, siendo el municipio más poblado del entorno del parque. Las fiestas patronales de la localidad se celebran en honor a la Virgen del Pilar de Arenas (8 de septiembre) y a San Pedro de Alcántara (19 de octubre).
Los orígenes del municipio se remontan a la Edad Media, cuando un grupo de pobladores de un núcleo anterior fundó la población en el emplazamiento actual. Recibió el título de villa en 1393, bajo reinado de Enrique III de Castilla. Durante el resto de la Edad Media y la Edad Moderna fue cabeza de un señorío que agrupaba a Arenas de San Pedro y a las aldeas de El Arenal, Guisando, Hontanares, El Hornillo, La Parra, Poyales del Hoyo y Ramacastañas. En el siglo XVIII la villa fue testigo de la presencia de la familia del infante Luis Antonio de Borbón y Farnesio y su pequeña corte de artistas (Francisco de Goya, Luigi Boccherini y Ventura Rodríguez entre otros) que le acompañaron por un tiempo en el palacio neoclásico que el infante mandó construir en la localidad.

## Toponimia
El origen del topónimo Arenas se remonta por lo menos al momento de la fundación de la población, la Edad Media. Arenas hace referencia a la formación de arenales en los cauces de las corrientes de agua. Inicialmente la localidad se denominó Arenas de las Ferrerías de Ávila, debido a la cercanía con la antigua mina de hierro de La Tablada, que dio nombre en su tiempo a la comarca de Las Ferrerías de Ávila. El patronazgo del santo fray Pedro de Alcántara en la nomenclatura fue un añadido del siglo XVII, a raíz de la canonización del santo, que vivió en la localidad. Existen algunos topónimos similares en la zona: el río Arenal —que atraviesa la localidad— y el municipio de El Arenal.

## Símbolos
A lo largo de la historia la localidad ha sido saqueada en numerosas ocasiones—durante la guerra de Independencia y la primera guerra carlista—. Esa es la razón por la que el escudo del municipio incorpora el castillo incendiado de Arenas de San Pedro y el lema Siempre Incendiada y Siempre Fiel.
El blasón aprobado por decreto el 8 de octubre de 1994 que define el escudo heráldico que representa al municipio es el siguiente:

Escudo de forma española. Sobre campo de plata, castillo en su color, donjonado de dos donjones, el derecho más alto, almenado, mazonado de sable, aclarado de gules, ardiente en gules y oro y terrazado en sinople. Bordadura en oro con anagrama en sable (cruz) siempre incendiada y siempre fiel, al timbre. Corona real de España.
Boletín Oficial del Estado n.º 282 de 25 de noviembre de 1994

La descripción textual de la bandera municipal, aprobada de manera simultánea al blasón del escudo, es la siguiente:

Bandera cuadrada, de proporción 1x1, de color carmesí, y en su centro el escudo municipal.
Boletín Oficial del Estado n.º 282 de 25 de noviembre de 1994

## Geografía
La localidad de Arenas de San Pedro se ubica en el sur de la provincia de Ávila, a 81 km de la capital provincial, en la comunidad autónoma de Castilla y León. Es la capital de la comarca de Valle del Tiétar. Las coordenadas de la localidad son 40°12′31″N 5°5′28″O / 40.20861, -5.09111. El punto más alto del municipio, cuyo vértice geodésico está situado a 2343 m sobre el nivel del mar, es el pico de La Mira, que constituye el límite municipal entre Arenas de San Pedro, Guisando, El Hornillo y Hoyos del Espino. Dentro del término municipal se encuentran las pedanías de Hontanares, La Parra y Ramacastañas. La altitud oscila entre los 2343 m en el pico La Mira y los 325 m al suroeste, a orillas del Tiétar. El pueblo se alza a 510 m sobre el nivel del mar.
| Noroeste: San Juan de Gredos y Hoyos del Espino | Norte: Guisando, El Hornillo y El Arenal    | Noreste: Mombeltrán                                |
| Oeste: Poyales del Hoyo y Candeleda             |                                             | Este: Mombeltrán, Santa Cruz del Valle y Lanzahíta |
| Suroeste: Oropesa (Toledo)                      | Sur: Navalcán (Toledo) y Parrillas (Toledo) | Sureste: Velada (Toledo) y Montesclaros (Toledo)   |

### Geología

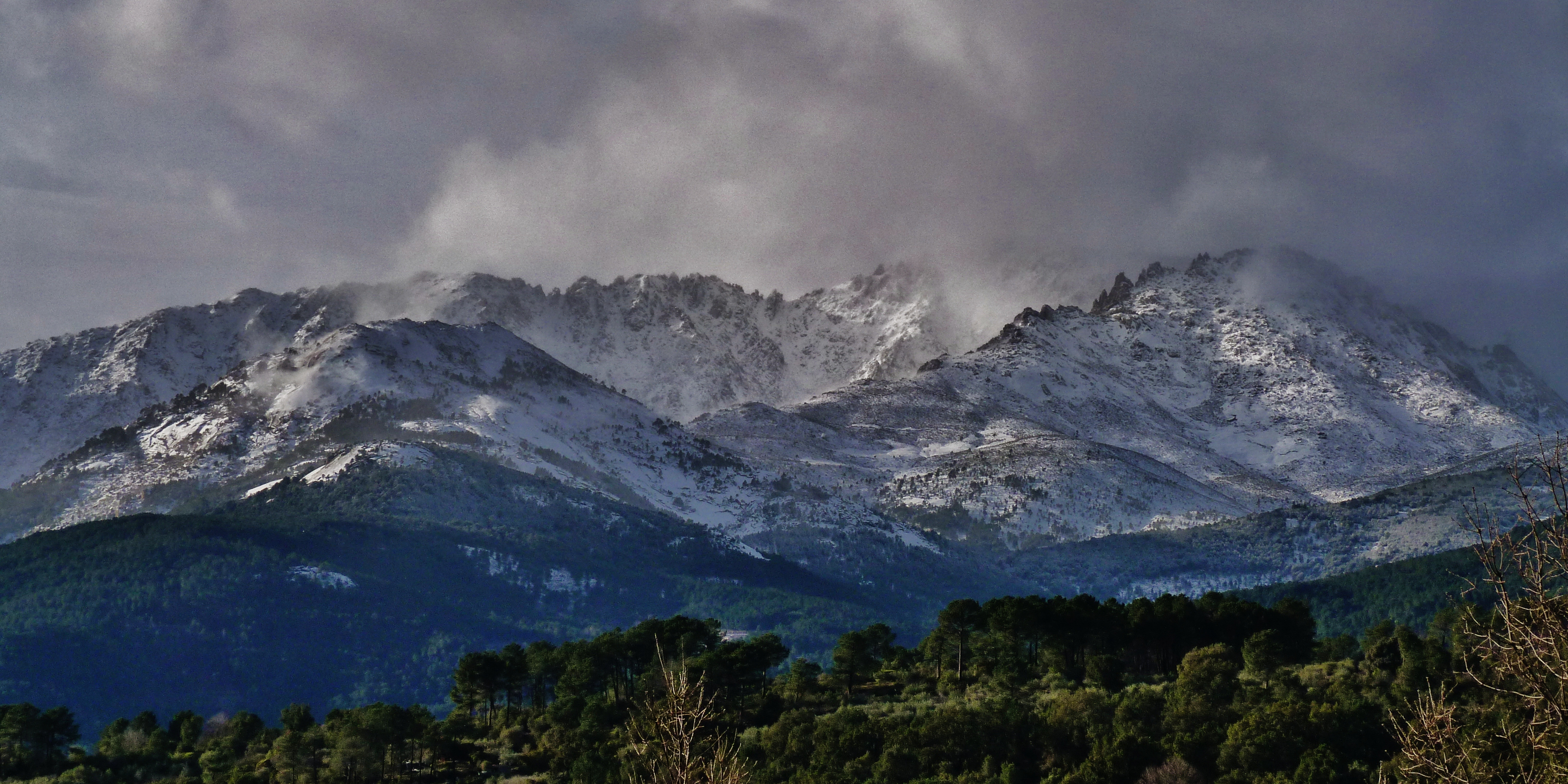
La sierra de Gredos en invierno vista desde Arenas de San Pedro

El Sistema Central al que pertenece la sierra de Gredos, que se conformó tal como es ahora en el plegamiento alpino, está formado por rocas plutónicas. Arenas de San Pedro se encuentra enclavada en una zona de metamorfismo de material sedimentario que se remonta al periodo cámbrico inferior (cuarcitas, micacitas y esquistos) y de afloramientos graníticos hercinianos. Existen algunos terrenos calizos en la parte sur del municipio. Los materiales sedimentarios terciarios se concentran en el valle del Tiétar (material arcósico compactado) mientras que los depósitos cuaternarios —principalmente de tipo periglaciar y torrencial— se dan principalmente en la zona de sierra y las terrazas del Tiétar.
Debido a la orientación de la vertiente sur de Gredos y a las fuertes pendientes, no son de importancia geológica los fenómenos glaciares, aunque sí los periglaciares. El relieve de la ladera sur presenta características de una fuerte erosión de tipo torrencial influida por la elevada pluviometría.

### Hidrografía
Por el municipio discurren el río Tiétar y varios de sus afluentes —Arbillas, Arenal y Ramacastañas—, que descienden rápidamente desde la sierra de Gredos; también otros tributarios menores como el río Pelayos, el arroyo Avellaneda o el río Riocuevas. Todos estos cursos de agua pertenecen a la Cuenca Hidrográfica del Tajo, constituyendo la sierra de Gredos uno de los mayores aportadores de caudal a la cuenca, consecuencia de una escorrentía importante de la vertiente sur de esta sierra en el contexto del Tajo.

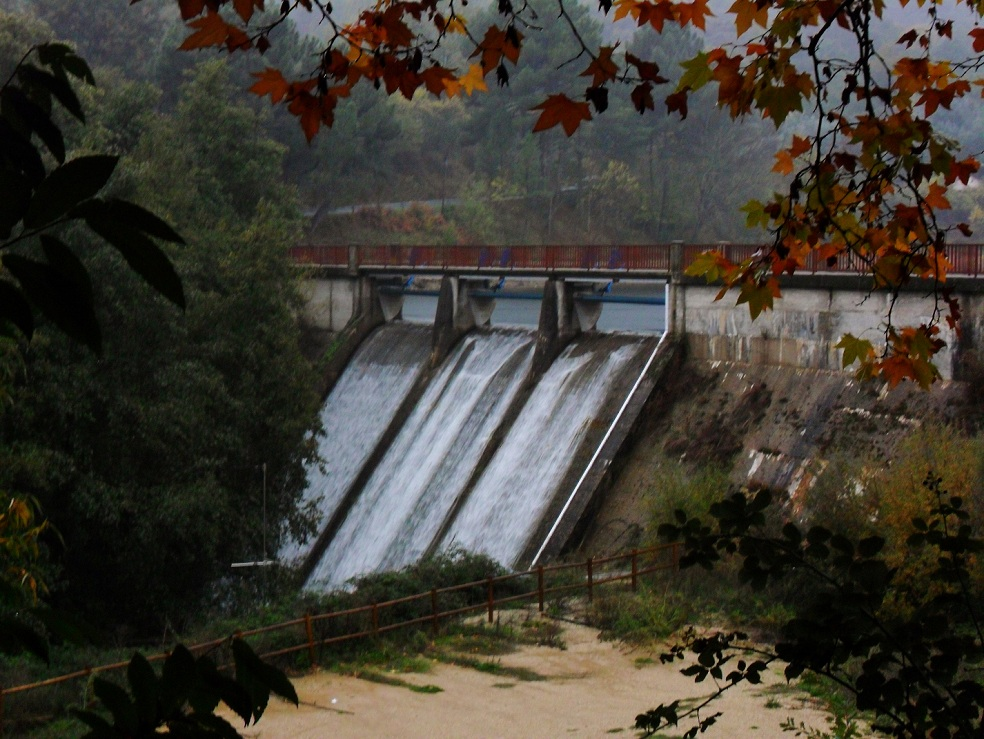
La presa del pantano

Arenas de San Pedro cuenta como fuente principal para el abastecimiento de agua corriente con una presa de gravedad construida en 1975 denominada «Pantano de Arenas de San Pedro», con capacidad de 10 hm³. Situado a menos de 1 km del núcleo urbano, el embalse, con una superficie de 9 ha, represa el agua del Riocuevas.

### Núcleos de población
El municipio tiene tres pedanías separadas del núcleo principal: La Parra, Ramacastañas y Hontanares. Originariamente se trataban de pequeñas aldeas dependientes del señorío de la villa de Arenas.

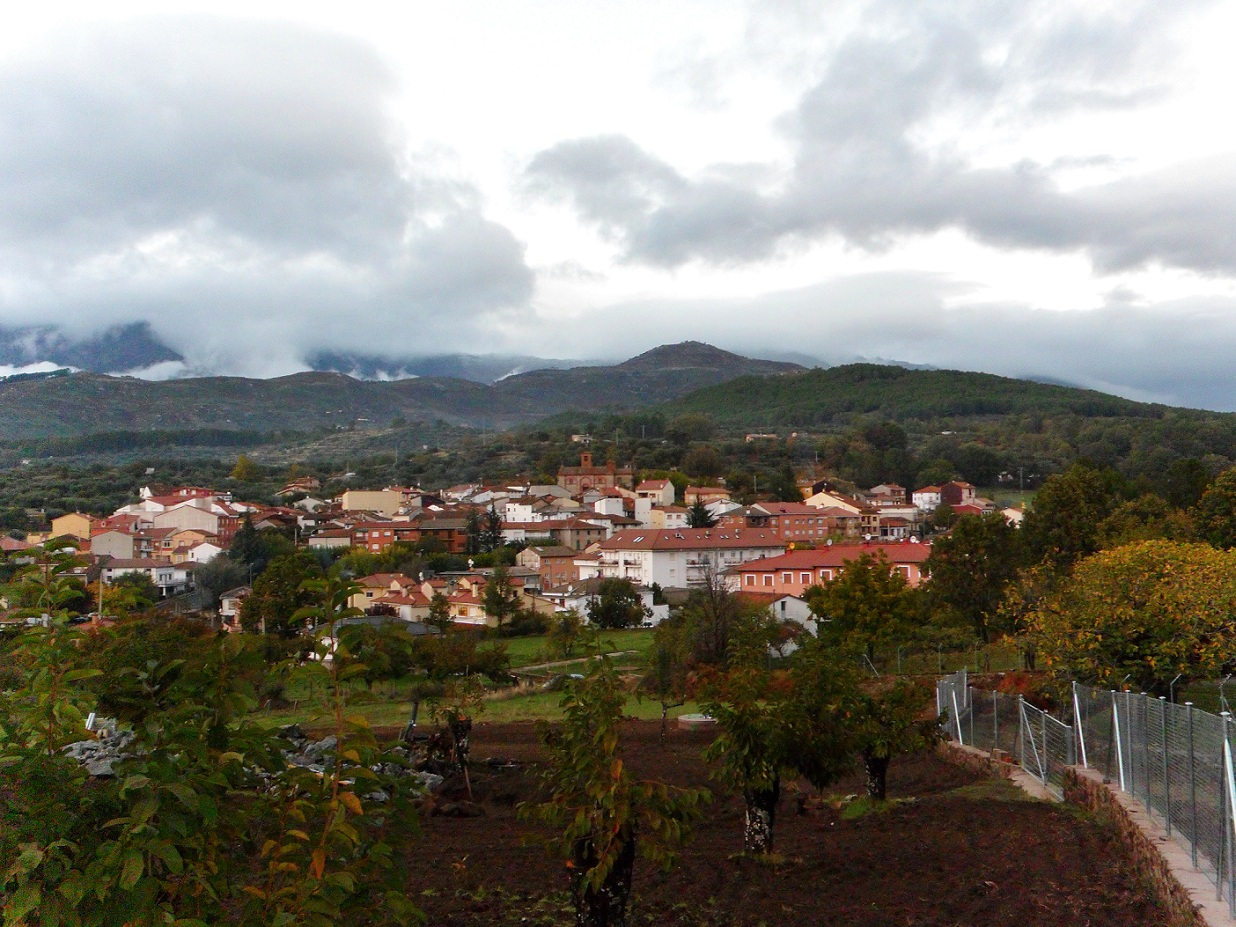
Pedanía de La Parra

- La Parra: está situada a 700 m sobre el nivel del mar, 3,5 km al noroeste de la localidad por la carretera AV-923 en el curso del Arroyo la Higuera. En el periodo comprendido entre 1833 y 1934, La Parra, denominada entonces La Parra de Arenas, fue un municipio independiente de Arenas de San Pedro. En 1934 fue anexionada de nuevo al municipio debido a la falta de terrenos y de ingresos a las arcas municipales. En 2011 tenía una población de 362 habitantes.[21]
- Ramacastañas: se encuentra a 436 m sobre el nivel del mar, a 5,5 km al sur de la localidad principal por la carretera AV-925. Fue, de la misma manera que Hontanares, reincorporada al municipio en 1846 tras unos años de falta de estructuras municipales posteriores a la nueva organización territorial de Javier de Burgos de 1833, en la que se suprimieron los sexmos.[21] En 2011 tenía 354 habitantes. Cerca de la localidad se encuentran las cuevas del Águila.
- Hontanares: situada a 14 km al sur de Arenas de San Pedro a 400 m sobre el nivel del mar. Se encuentra en la margen izquierda del Tiétar, al contrario que el resto del término municipal, muy cerca de la provincia de Toledo. Fue incorporada al municipio de manera definitiva en 1846.[21] En 2011 tenía 84 habitantes.

### Clima
El municipio de Arenas de San Pedro se halla englobado dentro de una zona de clima mediterráneo continentalizado, determinado como de tipo Csa (templado con verano seco y caluroso) según la clasificación climática de Köppen; pero este se encuentra muy condicionado por las condiciones orográficas a los pies de la vertiente sur de la sierra de Gredos, con unos parámetros de precipitaciones totales similares a los de un clima oceánico. Es característico de este clima mediterráneo un período estival muy seco durante julio y agosto que contrasta con las fuertes precipitaciones invernales. El régimen de pluviometría con máximo invernal es propio de la fachada atlántica de la península ibérica y se acentúa por la orientación del municipio al sur de la sierra de Gredos, dado que la orografía ocasiona precipitación por retención de los frentes que entran por el suroeste en situaciones en las que vórtices del jet polar se desgajan de la corriente principal y entran por el suroeste peninsular principalmente a finales de otoño o principio del invierno. La localidad presenta un valor de precipitación anual media de 1232 mm. La temperatura media anual está entre 10 y 15 °C. El mes más frío presenta una temperatura media de 6 °C, mientras que el más cálido de 28 °C.
| Parámetros climáticos promedio de Arenas de San Pedro | Parámetros climáticos promedio de Arenas de San Pedro | Parámetros climáticos promedio de Arenas de San Pedro | Parámetros climáticos promedio de Arenas de San Pedro | Parámetros climáticos promedio de Arenas de San Pedro | Parámetros climáticos promedio de Arenas de San Pedro | Parámetros climáticos promedio de Arenas de San Pedro | Parámetros climáticos promedio de Arenas de San Pedro | Parámetros climáticos promedio de Arenas de San Pedro | Parámetros climáticos promedio de Arenas de San Pedro | Parámetros climáticos promedio de Arenas de San Pedro | Parámetros climáticos promedio de Arenas de San Pedro | Parámetros climáticos promedio de Arenas de San Pedro | Parámetros climáticos promedio de Arenas de San Pedro |
| Mes | Ene.                                                  | Feb.                                                  | Mar.                                                  | Abr.                                                  | May.                                                  | Jun.                                                  | Jul.                                                  | Ago.                                                  | Sep.                                                  | Oct.                                                  | Nov.                                                  | Dic.                                                  | Anual                                                 |
| --- | ----------------------------------------------------- | ----------------------------------------------------- | ----------------------------------------------------- | ----------------------------------------------------- | ----------------------------------------------------- | ----------------------------------------------------- | ----------------------------------------------------- | ----------------------------------------------------- | ----------------------------------------------------- | ----------------------------------------------------- | ----------------------------------------------------- | ----------------------------------------------------- | ----------------------------------------------------- |
| Temp. media (°C) | 5.3                                                   | 6.9                                                   | 9.1                                                   | 12.3                                                  | 16.2                                                  | 20.5                                                  | 24.1                                                  | 23.4                                                  | 19.9                                                  | 14.5                                                  | 8.30                                                  | 5.30                                                  | 13.8                                                  |
| Precipitación total (mm) | 127.9                                                 | 96.3                                                  | 74.3                                                  | 98.2                                                  | 80.2                                                  | 28.4                                                  | 11.1                                                  | 13.1                                                  | 52.6                                                  | 158.7                                                 | 159.3                                                 | 200.0                                                 | 1100.1                                                |
| Fuente: Ministerio de Agricultura, Alimentación y Medio Ambiente. Datos de precipitación para el periodo 1981-2010 en la estación Arenas-El Berrocal y de temperatura para el periodo 1961-1980 en Arenas de San Pedro |                                                       |                                                       |                                                       |                                                       |                                                       |                                                       |                                                       |                                                       |                                                       |                                                       |                                                       |                                                       |                                                       |

### Fauna y flora

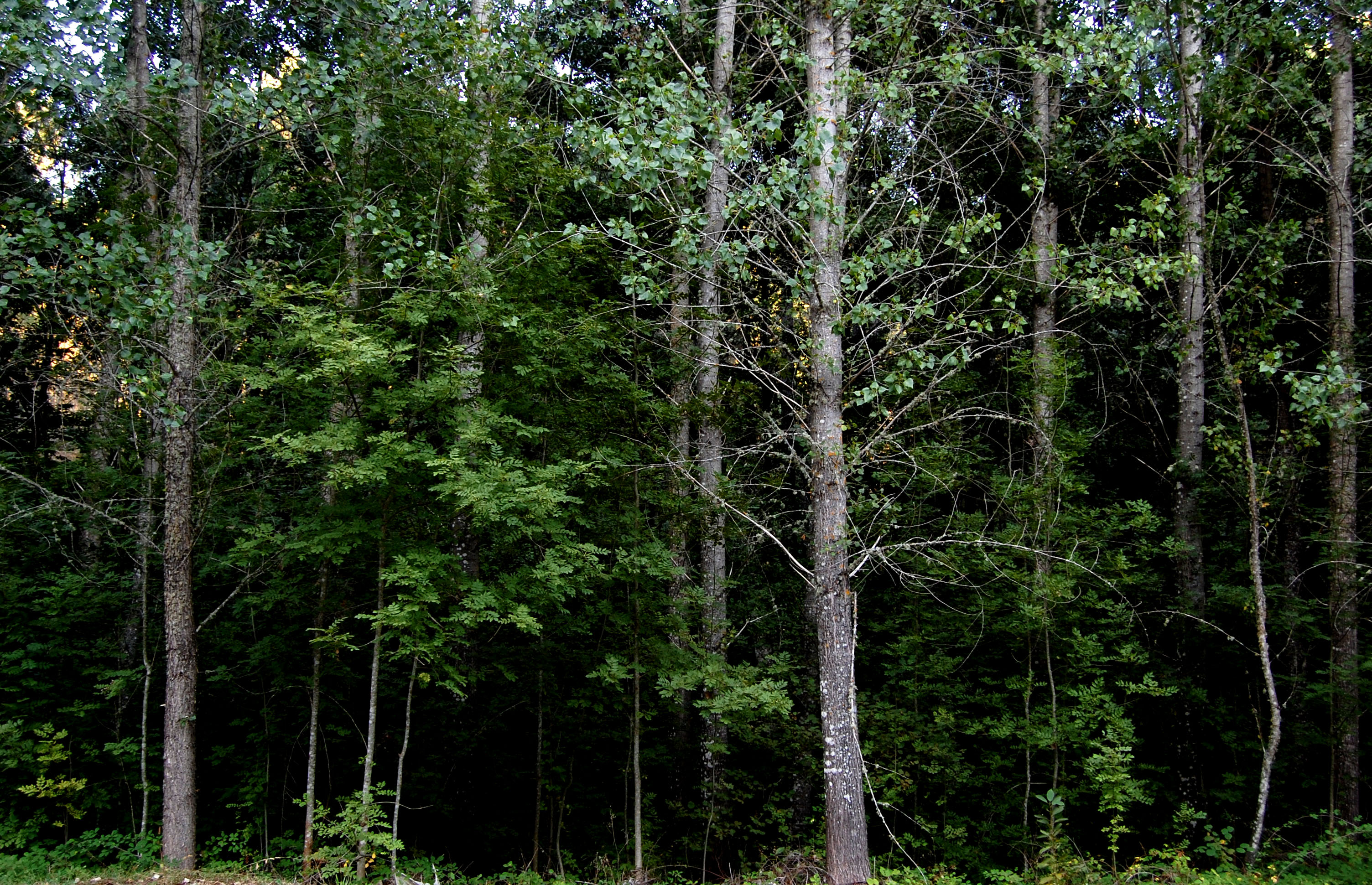
Arboleda en el camino al Santuario de San Pedro de Alcántara

Las especies de árboles características de las masas forestales existentes en el municipio de Arenas de San Pedro son el pino (Pinus pinaster, Pinus sylvestris y Pinus pinea), el castaño (Castanea sativa) y el roble rebollo (Quercus pyrenaica). En las cumbres más altas —entre los 1800 y los 2000 m sobre el nivel del mar— el piso de vegetación oromediterráneo corresponde al piorno serrano y al cambrón, que son sustituidos más abajo por el pino silvestre. Descendiendo a menor altitud el pino marítimo ha sustituido o se presenta mezclado con el rebollo, que presenta pocas poblaciones bien conservadas de rebollar, concentradas principalmente en el proindiviso con Candeleda. En el piso mesomediterráneo más bajo la encina (Quercus Ilex) y el alcornoque (Quercus Suber) conforman poblaciones mezcladas, a menudo dehesadas.

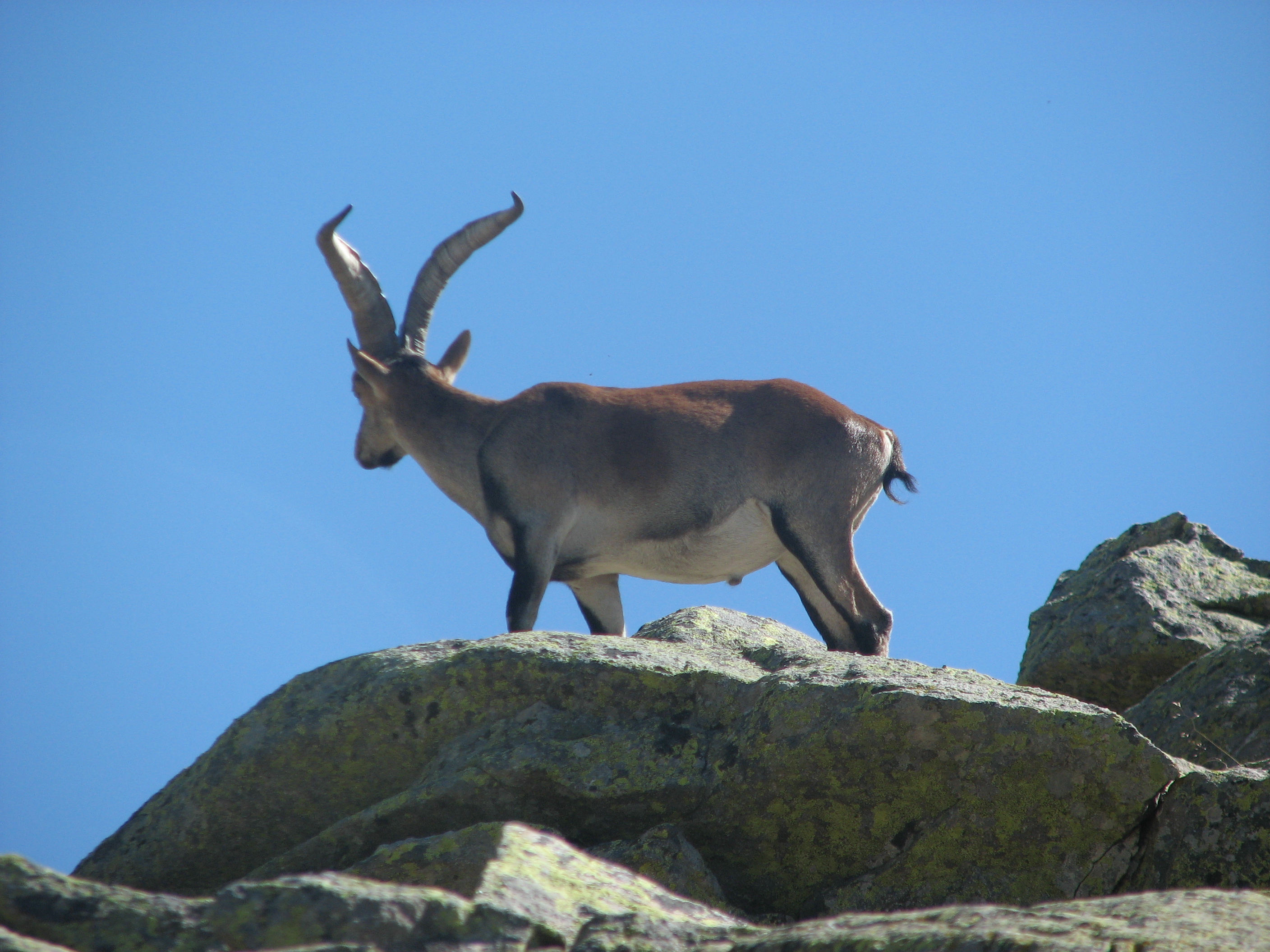
Cabra montés (Capra pyrenaica) en la sierra de Gredos

El término municipal pertenece de forma parcial al espacio natural protegido por la declaración del parque regional de la Sierra de Gredos. Entre la fauna salvaje característica de la localidad, se encuentra la cabra montés (Capra pyrenaica victoriae), que habita las zonas más altas de la sierra de Gredos y otras especies de vertebrados como el lagarto verdinegro (Lacerta schreiberi), la lagartija serrana (Iberolacerta monticola), la salamandra de Gredos (Salamandra salamandra almanzoris) o el gato montés (Felis silvestris). La sierra de Gredos es un punto caliente de biodiversidad en el contexto ibérico, llegando a concentrar entre el 50 y el 64 % de las especies de vertebrados terrestres de la península ibérica.

### Comunicaciones

#### Carreteras
El municipio está situado en el paso natural que comunica la meseta norte con el valle del Tajo a través del puerto del Pico. La N-502 comunica la capital provincial, en la submeseta norte, con Talavera de la Reina. También pasa por el término municipal la vía que comunica Madrid con La Vera extremeña, la continuación de la «Carretera de los Pantanos» (M-501) —denominada a su paso por la provincia de Ávila CL-501—. También parten de Arenas de San Pedro diversas carreteras secundarias que enlazan el núcleo urbano con localidades cercanas como El Hornillo, Guisando, El Arenal y los anejos del pueblo (Ramacastañas, La Parra y Hontanares). En el municipio existen dos estaciones de servicio para el abastecimiento de combustible, una en la propia localidad de Arenas de San Pedro y otra en la pedanía de Ramacastañas, ambas de la empresa Fernández Bermejo S.A.
| Numeración | Nombre                                   | Itinerario | Datos |
| ---------- | ---------------------------------------- | --- | ----- |
| N-502      | Nacional 502                             | Ávila - Ramacastañas –Talavera de la Reina – Espiel (Córdoba) |       |
| CL-501     | Carretera de los Pantanos / Comarcal 501 | Frontera con la Comunidad de Madrid (intersección con la M-501 ) – Sotillo de la Adrada – Arenas de San Pedro – Candeleda - Frontera con Cáceres (intersección con la EX-203 ) |       |
| AV-923     | Carretera de La Parra                    | Arenas de San Pedro – La Parra – N-502 |       |
| AV-924     | Carretera a Candeleda                    | Arenas de San Pedro – Poyales del Hoyo – Candeleda |       |
| AV-925     | Carretera a Ramacastañas                 | Arenas de San Pedro – Ramacastañas |       |
| AV-P-707   | Carretera de Hontanares                  | N-502 – Hontanares - Frontera con Toledo |       |
| AV-P-709   | Carretera de Los Llanos                  | Arenas de San Pedro - CL-501 |       |
| AV-P-710   | Carretera de Los Llanos                  | Arenas de San Pedro - CL-501 |       |
| AV-P-711   | Carretera de El Hornillo                 | Arenas de San Pedro – El Hornillo – El Arenal |       |
| AV-P-713   | Carretera de Los Llanos                  | Arenas de San Pedro – Guisando – AV-924 |       |

#### Autobuses
La empresa Samar comunica Arenas de San Pedro con la estación de Méndez Álvaro, en el sur de Madrid.También existen servicios de autobuses Arenas de San Pedro-Talavera de la Reina y Arenas de San Pedro-Ávila. En 2011 el Ayuntamiento adquirió el primer autobús urbano para conectar los barrios anejos de Arenas y las zonas del extrarradio con el centro de la localidad.

## Historia

### Prehistoria y Edad Antigua
El valle del Tiétar tiene un largo historial de presencia humana a pesar de no haber sido objeto de una fuerte investigación arqueológica. En el término municipal de Arenas de San Pedro, en la cueva del Castañarejo —cerca de las cuevas del Águila de Ramacastañas— se ha encontrado un yacimiento neolítico con fragmentos de cerámica decorados.
Existen indicios de un asentamiento vettón en el yacimiento de El Berrocal. Tras la conquista y pacificación definitiva de la zona por parte de los romanos en el año 59 a. C. los habitantes de ambas vertientes de la sierra de Gredos fueron obligados a abandonar los castros fortificados. En el enclave de los Llanos han sido encontradas varias monedas y fragmentos de cerámica de origen romano. También se sospecha que un balsamario de bronce zoomorfo, que se conserva en el Museo Arqueológico Nacional, encontrado a finales del siglo XIX en la localidad, es procedente de esta área. La zona a partir de esta época se desocupa, entrando en decadencia hasta el siglo V.

### Edad Media

#### Alta Edad Media
No existen en el término municipal indicios de la presencia visigoda, a pesar de otros hallazgos de esta época en el sur de la provincia de Ávila, como Mijares, Postoloboso (Candeleda) o El Tiemblo.
Según el cronista local del primer tercio del siglo XX José Serrano Cabo el emplazamiento actual de Arenas de San Pedro dataría del siglo XI. Anteriormente habría existido otro núcleo de población en el enclave actual de los Llanos, entonces zona minera. Según cuenta la leyenda el cambio de un lugar a otro «se produjo tras la aparición de la Virgen en 1054, cuando una plaga de termitas arrasó gran parte de las viviendas levantadas en el núcleo antiguo y obligó a sus habitantes a trasladarse hacia el lugar conocido como Ojo de la Jara, lugar boscoso y abrupto, lleno de manantiales y enclave de la localidad actual». Esta fundación —mezclada con la leyenda— tan temprana en el tiempo relativa a los acontecimientos de la Reconquista no está tan clara. La aparición de imágenes marianas es uno de los tropos favoritos de la imaginería popular cristiana, y se puede contextualizar toda la situación en general dentro del tratamiento poco científico o difuso basado en mitos y tradiciones populares de los orígenes de las poblaciones en la Alta Edad Media.
Otros autores más modernos como Carmelo Luis López y de manera lateral Troitiño Vinuesa —concerniendo a la descripción de la repoblación cristiana del valle del Tiétar— establecen unas fechas más tardías para la fundación de los primeros asentamientos cristianos.

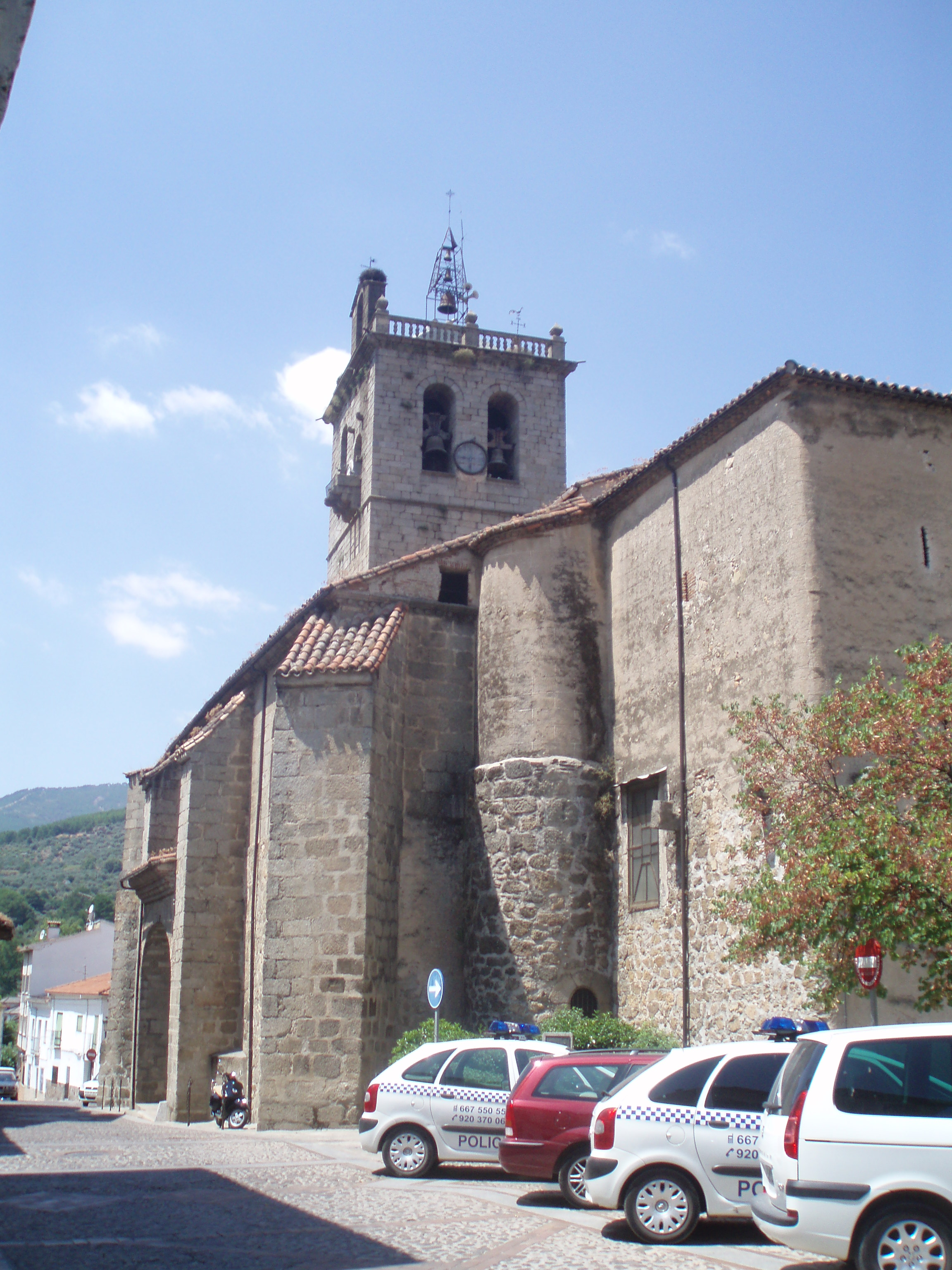
Iglesia de Nª Sra. de la Asunción

Durante el primer milenio el entorno comarcal habría tenido únicamente importancia por las explotaciones mineras en las cercanías del río Tiétar. Es esa la razón por la cual, más adelante, mientras avanzaba la Reconquista, se habría empezado a conocer a la comarca de Arenas en la vertiente sur de la sierra de Gredos con el nombre de Las Ferrerías de Ávila —la mención a Ávila por pertenecer en esos siglos todo el Valle del Tiétar al alfoz abulense—.
Luis López y Troitiño Vinuesa mencionan además la relativa poca importancia previa dada a la zona por los musulmanes del distrito islámico de Talavera —perteneciente a la Marca Media de al-Ándalus— del que habría formado parte la vertiente sur de la sierra de Gredos. Durante este periodo posterior a la caída del califato de Córdoba toda la sierra de Gredos, territorio escasamente poblado, constituyó una tierra de nadie que operaba como una zona de seguridad. El principal interés musulmán eran los diversos pasos montañosos —puertos del Pico y Tornavacas— por los cuales enviaban expediciones militares al norte.

El concejo medieval de Ávila llegó a ocupar un enorme territorio, extendiéndose al sur del Sistema Central

Existieron sin embargo en la zona algunos núcleos previos —como el de El Colmenar, actual Mombeltrán— de población tanto mozárabe como musulmana dedicados al pastoreo. Luis López no solo no detalla ninguna fundación cristiana relevante antes de la conquista de Toledo por Alfonso VI en 1085, sino que se ha de esperar hasta ya entrados los siglos XII y XIII para la evidencia de los diversos núcleos de repoblación. Tras la conquista de Toledo, el concejo o tierra de Ávila se expandió mucho hacia el sur, ocupando además de la provincia contemporánea partes de las actuales provincias de Cáceres y Toledo, entre las que se incluían los importantes núcleos de Plasencia y Béjar. Sin embargo, más adelante —durante el reinado de Alfonso VIII— se configuraron mediante diferentes disgregaciones unos límites del concejo abulense más pequeños y similares a los de la provincia actual, a los que se sumaban la comarca del Campo Arañuelo (esta última principalmente en la provincia de Toledo). La ocupación del territorio no fue firme: esta débil repoblación se vio reforzada por la incertidumbre provocada por la toma musulmana de Talavera en 1109.
La situación de la zona, tras pasar esta última un pico de despoblación máxima después del resultado de la batalla de Alarcos en 1195, cambió de manera definitiva a raíz de la victoria cristiana en la batalla de Las Navas de Tolosa en 1212, a partir de la cual el —hasta este momento relativamente débil y lleno de altibajos— esfuerzo repoblador se consolidó, al no existir amenaza externa ni constituir el valle del Tiétar frontera con territorios musulmanes. Así la zona quedó libre para el desarrollo. En 1250 se menciona de manera explícita el nombre de la aldea de Arenas junto al de otros núcleos. En 1274 el concejo de Ávila otorgó terrenos al de Arenas. En este nuevo contexto, en el siglo XIII el valle del Tiétar se convirtió en una comarca agrícola-ganadera-forestal muy próspera de la Corona de Castilla a la par que se produjo una importante deforestación de la comarca y en última instancia la señoralización del valle del Tiétar en los siglos XIII y XIV.

#### Baja Edad Media

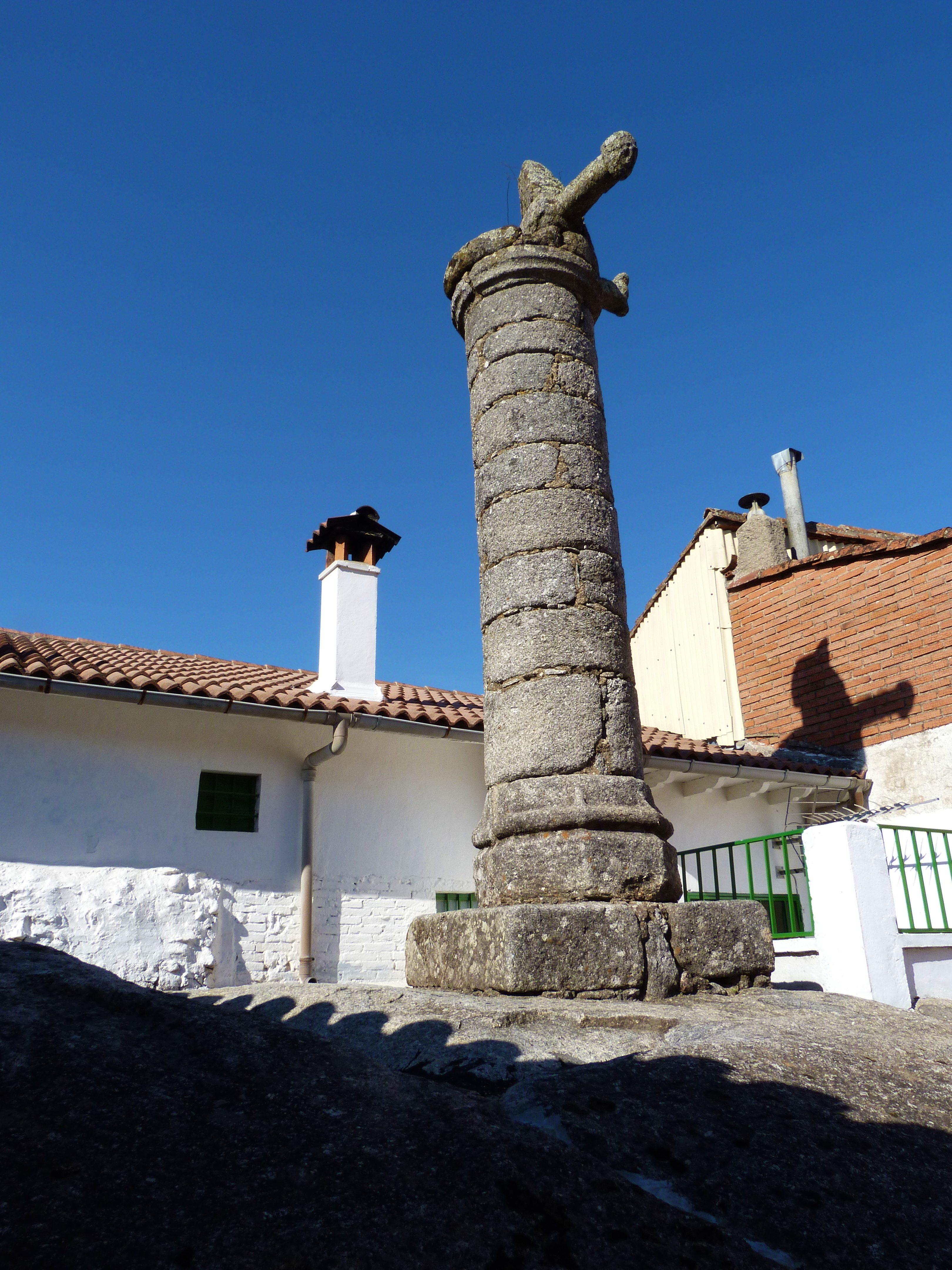
Rollo judicial

En la segunda parte del siglo XIV el valle del Tiétar y La Vera extremeña, tras la guerra Civil Castellana, se convirtieron en parte del tablero de ajedrez de la nobleza de la época y el condestable Ruy López Dávalos fijó su atención en la zona, buscando su control. Consiguió una autorización real para proceder a la segregación de las aldeas más importantes del valle del Tiétar del alfoz de Ávila —cuyos límites ya se parecían bastante a los de la actual provincia abulense— mediante la obtención del título de villa por parte de estas poblaciones en las Cortes de Madrid de 1393. Dos años más tarde el condestable logró que el rey Enrique III las pusiera bajo su poder señorial. Entre los siglos XIV y XV se dio lugar a la construcción de los edificios más antiguos de Arenas de San Pedro que hoy día continúan en pie: el castillo de la Triste Condesa, la iglesia de Nuestra Señora de la Asunción y el puente romano o de Aquelcabos.

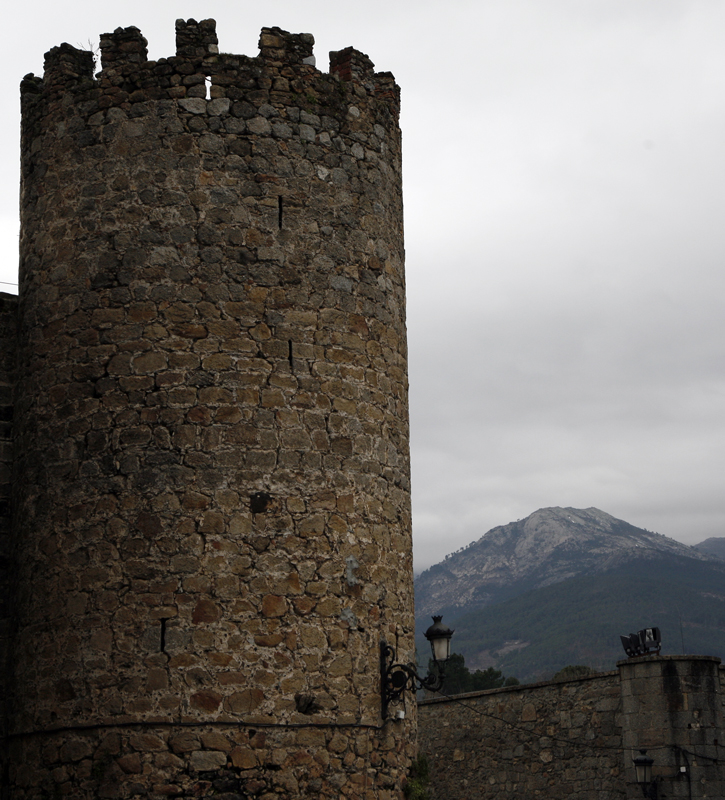
Una torre del castillo de La Triste Condesa

Tras la caída del condestable López Dávalos el señorío pasó, en 1423, al segundo conde de Benavente, Rodrigo Alonso Pimentel. Este último se lo donó a su hija Juana Pimentel con motivo de su matrimonio con Álvaro de Luna. Tras la muerte del condestable Luna la condesa se refugió en el castillo de Arenas en 1460. Desde allí inició procesos para recuperar bienes propios y de su difunto marido, muchos de los cuales les fueron incautados por el rey Enrique IV. Antes de morir Juana Pimentel consiguió autorización para fundar el mayorazgo y donó el señorío de la ciudad a su hija María de Luna, que previamente había contraído su segundas nupcias con Íñigo López de Mendoza y Luna, heredero de los Hurtado de Mendoza, por lo que Arenas de San Pedro pasó a incorporarse al grupo de concejos que estaban bajo el señorío del duque del Infantado. Es durante este siglo cuando las comunidades judías en el valle del Tiétar alcanzaron su apogeo. Sin embargo las aljamas hebreas del sur de la provincia no llegaron a tener la misma importancia que las del norte. Aparentemente, la pequeña comunidad judía —dedicada principalmente al negocio de la seda— que habitaba alrededor de la calle de la Sinagoga (actual barrio de Fuente Arriba) debió de depender de la de Mombeltrán. No se tiene certeza sobre si llegó obtener la categoría de aljama.

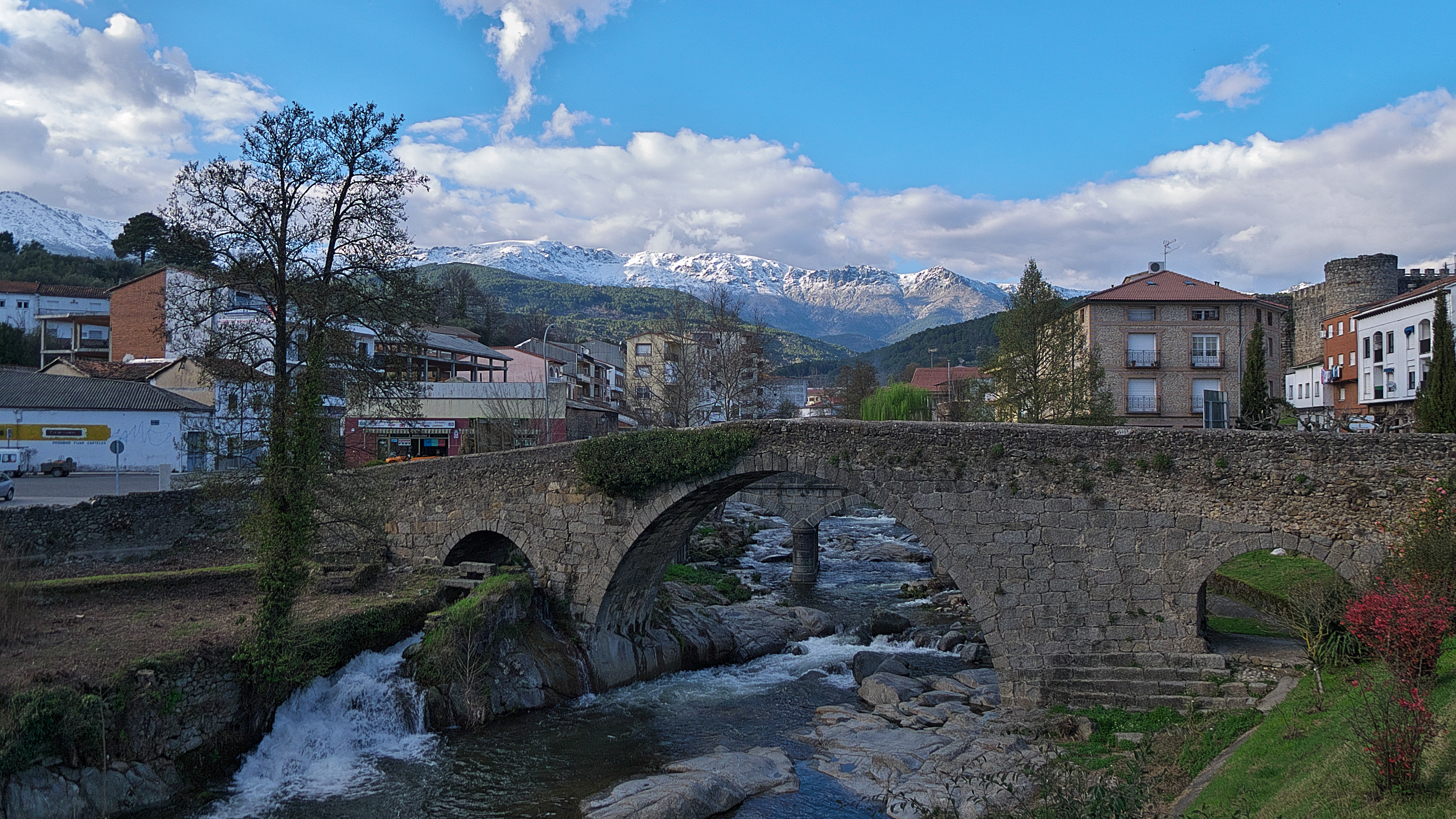
Puente de Aquelcabos

### Edad Moderna
Durante el siglo XVI se terminó tanto la edificación de la ermita del Cristo de los Regajales como la de la torre renacentista adosada a la iglesia (cerrándose la puerta de la nave central de esta última). El fraile franciscano Pedro de Alcántara moró durante algún tiempo en la localidad a mediados de este siglo y también se produjo la construcción de un pequeño convento franciscano sobre la pequeña ermita de San Andrés del Monte. Fray Pedro de Alcántara murió en la Enfermería en 1562. En una relación de villas del Obispado de Ávila se censaba en 1571 a la población de la villa en cuatrocientos vecinos. El señorío de Arenas de San Pedro —que formó parte de los territorios adscritos al poderoso duque del Infantado desde finales de la Edad Media— se encontraba coyunturalmente como perteneciente la provincia de Guadalajara en 1587, sobre la base de los avatares del poder señorial y no del criterio geográfico.
En el año 1622 se culminó la beatificación de fray Pedro de Alcántara. Arenas de San Pedro se colocó bajo la protección del Beato y lo proclamó su patrón ese mismo año incorporándole en el nombre del municipio. Fray Pedro de Alcántara fue canonizado en el año 1669.

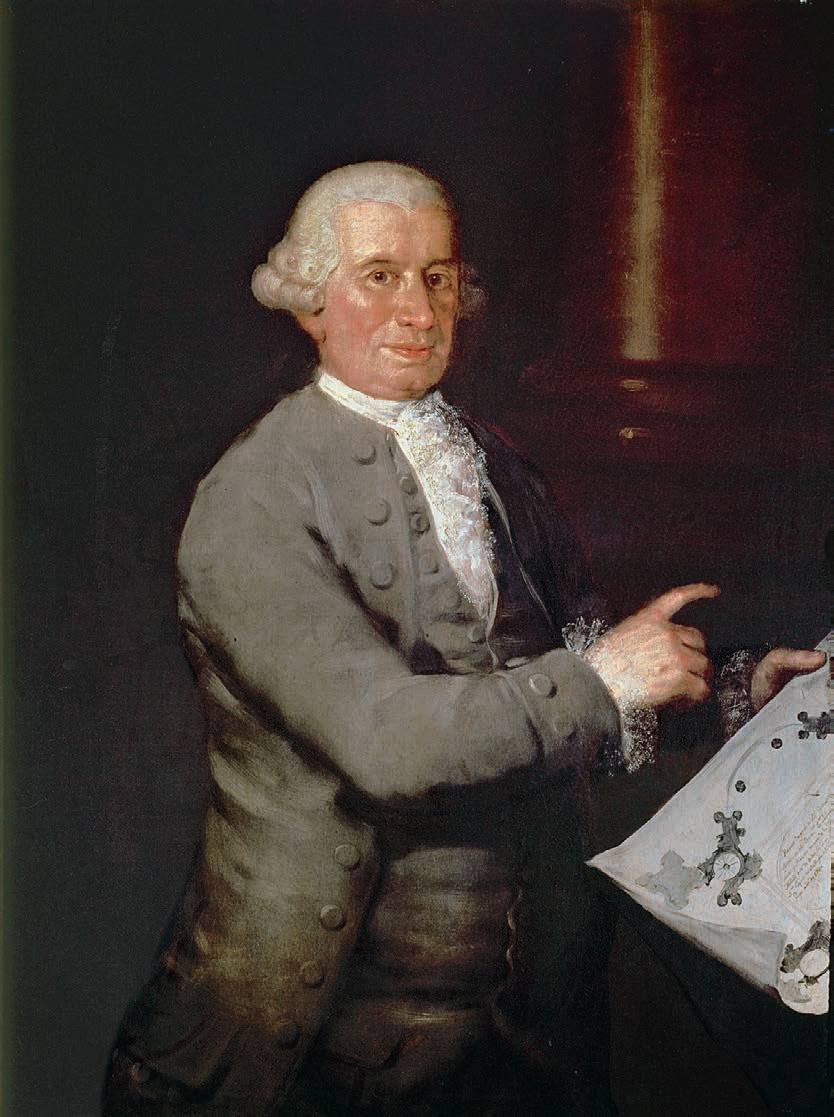
Tanto la obra de la capilla real de San Pedro de Alcántara como la del Palacio de la Mosquera fueron ejecutadas sobre planos del arquitecto ciempozueleño Ventura Rodríguez

Durante los siglos XVII y XVIII varias de las aldeas que conformaban el señorío de Arenas, —Poyales, Guisando, El Arenal y El Hornillo—, se fueron independizando obteniendo la condición de villas. Ramacastañas, Hontanares y La Parra permanecieron dentro del Señorío. Durante el reinado de Fernando VI, el señorío pasó a formar parte del partido de Talavera en el año 1752 con motivo de la división administrativa propiciada por el «Repertorio de la Renta del Tabaco». Curiosamente, aproximadamente en las mismas fechas, el catastro del marqués de la Ensenada establecía unos límites provinciales distintos dentro de la actual comarca del Valle del Tiétar. Sin embargo, esta anomalía no afectó a la historia de la localidad, pues Arenas de San Pedro permanecía en el partido de Talavera en ambos casos.
Entre 1772 y 1776 se realizaron las obras de la capilla real de San Pedro de Alcántara sobre planos de Ventura Rodríguez. También en este último tercio del siglo se instaló en la ciudad el infante Luis Antonio de Borbón y Farnesio. Este último supervisó la construcción de una parte del proyecto del palacio de la Mosquera, diseñado también con planos de Ventura Rodríguez, en terrenos cedidos por el municipio. El palacio se convirtió en una pequeña corte a la que acudían artistas notables tanto en el plano de la música, con el músico de cámara italiano Luigi Boccherini, como en el de la pintura, con la presencia de Francisco de Goya durante dos veranos con motivo de pintar a la familia del infante Luis. Se produjo en este siglo la canalización del arroyo Guisete, hoy corredera de la Triste Condesa, así como la construcción del nuevo convento y el puente sobre el río Tiétar.

### Edad Contemporánea
En el año 1809, en plena guerra de Independencia, los franceses incendiaron la población como represalia por la ejecución y mutilación por parte de unos aldeanos —llegando a arrancar extremidades y genitales—, de 24 dragones westfalianos capturados mientras realizaban una expedición en busca de víveres enviados por el mariscal Víctor. Los informes del párroco de la represalia por parte los franceses al mando del general Leval anotan 31 víctimas mortales, quema de archivos, del ayuntamiento, el pósito, cárcel, escuela, notaría, más de trescientas viviendas así como los conventos de los agustinos calzados y de las agustinas recoletas.

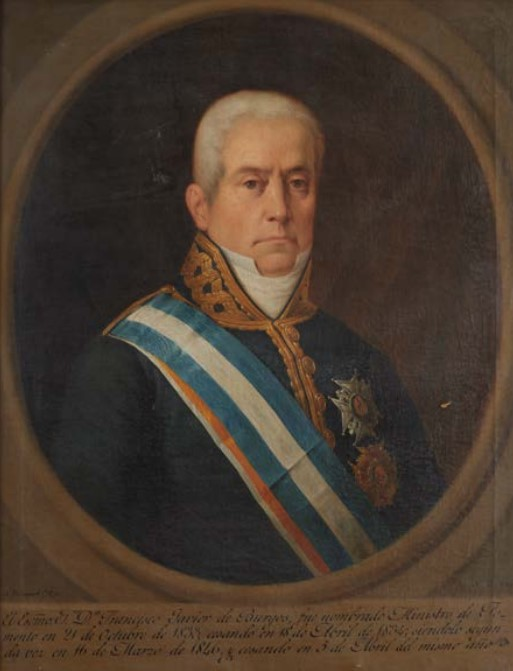
La nueva división provincial que llevó a cabo Javier de Burgos en 1833 supuso la vuelta de la localidad a territorio abulense

En la nueva organización territorial de provincias del ministro Javier de Burgos de 1833, Arenas de San Pedro pasó a pertenecer de nuevo a Ávila y a formar la cabeza de uno de los partidos judiciales de dicha provincia. Previamente había dependido de Toledo y del partido de Talavera. Fue entonces cuando La Parra se independizó y adquirió el título de municipio, categoría que perdió cuando volvió a ser anexionada a Arenas de San Pedro en 1934.

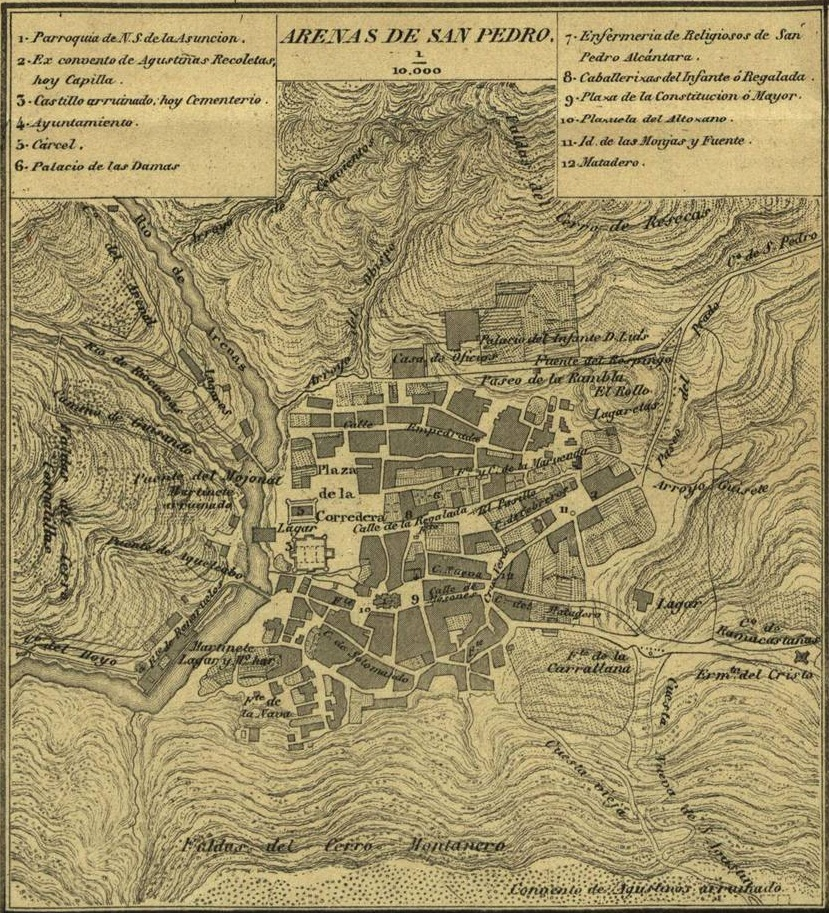
Mapa de la localidad de Francisco Coello publicado en 1864

La población fue de nuevo incendiada con motivo de la primera guerra carlista en 1838 por un grupo de 550 guerrilleros capitaneados por Blas García, apodado «el Perdiz». La desamortización de Mendizábal ocasionó el abandono del convento de San Pedro de Alcántara por parte de los frailes franciscanos, al que pudieron volver años más tarde.
Hacia mediados del siglo XIX, la villa tenía contabilizada una población de 1548 habitantes. Aparece descrita en el segundo volumen del Diccionario geográfico-estadístico-histórico de España y sus posesiones de Ultramar de Pascual Madoz.
Durante el siglo XX se dio comienzo al proceso de construcción de carreteras y a la electrificación de las vías públicas. Durante la guerra Civil el pueblo pasó definitivamente a manos del bando sublevado el 9 de septiembre de 1936, cuando José Monasterio Ituarte, militar del bando rebelde, logró con la toma de Arenas de San Pedro el enlace del Ejército del Norte con el Ejército del Sur. A partir del mes de octubre de ese mismo año y hasta el fin de la contienda, la localidad y el resto del Valle del Tiétar dejaron de estar en primera línea de combate. Al acabar la Guerra Civil la villa de Arenas de San Pedro obtuvo el título de ciudad en diciembre de 1946 y comenzó a desarrollar su potencial turístico. En 1962, con motivo de la celebración del III Centenario de la muerte de San Pedro de Alcántara, se convocó un concurso nacional con motivo de erigir una estatua al santo, siendo premiado el proyecto presentado por José Navarro Gabaldón. Su escultura fue colocada frente al castillo de la Triste Condesa. El 24 de diciembre de 1963 fueron descubiertas las cuevas del Águila cerca de la pedanía de Ramacastañas. Fueron abiertas al público un año más tarde, en 1964. A lo largo de este siglo tuvo también lugar la reconstrucción del ayuntamiento junto con la creación de numerosos edificios institucionales.
El 28 de julio de 2009 tuvo lugar en el término municipal el origen de un severo incendio forestal que se propagó posteriormente a los municipios vecinos de El Arenal, Cuevas del Valle, Mombeltrán, Navarredonda de Gredos, San Martín del Pimpollar y Villarejo del Valle, dejando un saldo de dos víctimas mortales y 4197,24 ha calcinadas.

## Demografía
Arenas de San Pedro cuenta con una población de 6438 habitantes (INE 2024).
| Gráfica de evolución demográfica de Arenas de San Pedro entre 1842 y 2021 |
| |
| Población de derecho según los censos de población del INE Población de hecho según los censos de población del INEEntre el censo de 1857 y el anterior, crece el término del municipio porque incorpora a Hontanares y Ramacastañas Entre el censo de 1940 y el anterior, crece el término del municipio porque incorpora a Parra |

Es el tercer municipio más poblado de la provincia de Ávila, tras Arévalo y Ávila. Es también el tercero más extenso de la provincia, tras la capital y Candeleda. El municipio consta de otras tres entidades locales menores aparte del núcleo principal: La Parra (362 habitantes), Ramacastañas (354 habitantes), y Hontanares (84 habitantes).
La población del núcleo urbano principal es de 6073 habitantes: 2959 varones y 3114 mujeres. La densidad de población del municipio ascendía a 35,6 hab./km² en 2011. Según la senadora Carmen de Aragón, antigua alcaldesa del municipio, la población se triplica o cuadruplica en temporadas estivales fines de semana o festivos, ya que Arenas de San Pedro presenta una importante afluencia turística durante la temporada veraniega. En 2011 el porcentaje de población extranjera ascendía al 5,7 % del total (396 personas) siendo los colectivos de origen rumano (42,2 %) y marroquí (7,8 %) los de mayor importancia. Otras nacionalidades que conforman la población extranjera residente del municipio son: Argentina (15 personas y 3,8 %), Ecuador (11 y 2,8 %), Francia (9 personas y 2,3 %), Alemania (8 personas y 2 %) y Reino Unido (7 personas y 1,8 %).
Distribución de la población
Las entidades de población que componen el término municipal de Arenas de San Pedro son las siguientes:
| Entidad de Población                                         | Coordenadas                               | Pob. (2011) | Distancia (km) | Mapa                                                               |
| ------------------------------------------------------------ | ----------------------------------------- | ----------- | -------------- | ------------------------------------------------------------------ |
| Arenas de San Pedro                                          | 40°12′31″N 5°05′10″O / 40.20861, -5.08611 | 6073        | 0              | \| Arenas de San Pedro Hontanares La Parra Ramacastañas La Mira \| |
| Hontanares                                                   | 40°08′33″N 4°58′54″O / 40.14250, -4.98167 | 84          | 13,9           | \| Arenas de San Pedro Hontanares La Parra Ramacastañas La Mira \| |
| La Parra                                                     | 40°13′26″N 5°03′25″O / 40.22389, -5.05694 | 352         | 3,8            | \| Arenas de San Pedro Hontanares La Parra Ramacastañas La Mira \| |
| Ramacastañas                                                 | 40°11′07″N 5°02′47″O / 40.18528, -5.04639 | 344         | 5,5            | \| Arenas de San Pedro Hontanares La Parra Ramacastañas La Mira \| |
| Diseminados                                                  |                                           | 80          |                | \| Arenas de San Pedro Hontanares La Parra Ramacastañas La Mira \| |
| Total                                                        |                                           | 6933        |                | \| Arenas de San Pedro Hontanares La Parra Ramacastañas La Mira \| |
| Fuente: INE, 2011 y Google Earth                             |                                           |             |                | \| Arenas de San Pedro Hontanares La Parra Ramacastañas La Mira \| |
| Arenas de San Pedro Hontanares La Parra Ramacastañas La Mira |                                           |             |                |                                                                    |

## Administración y política

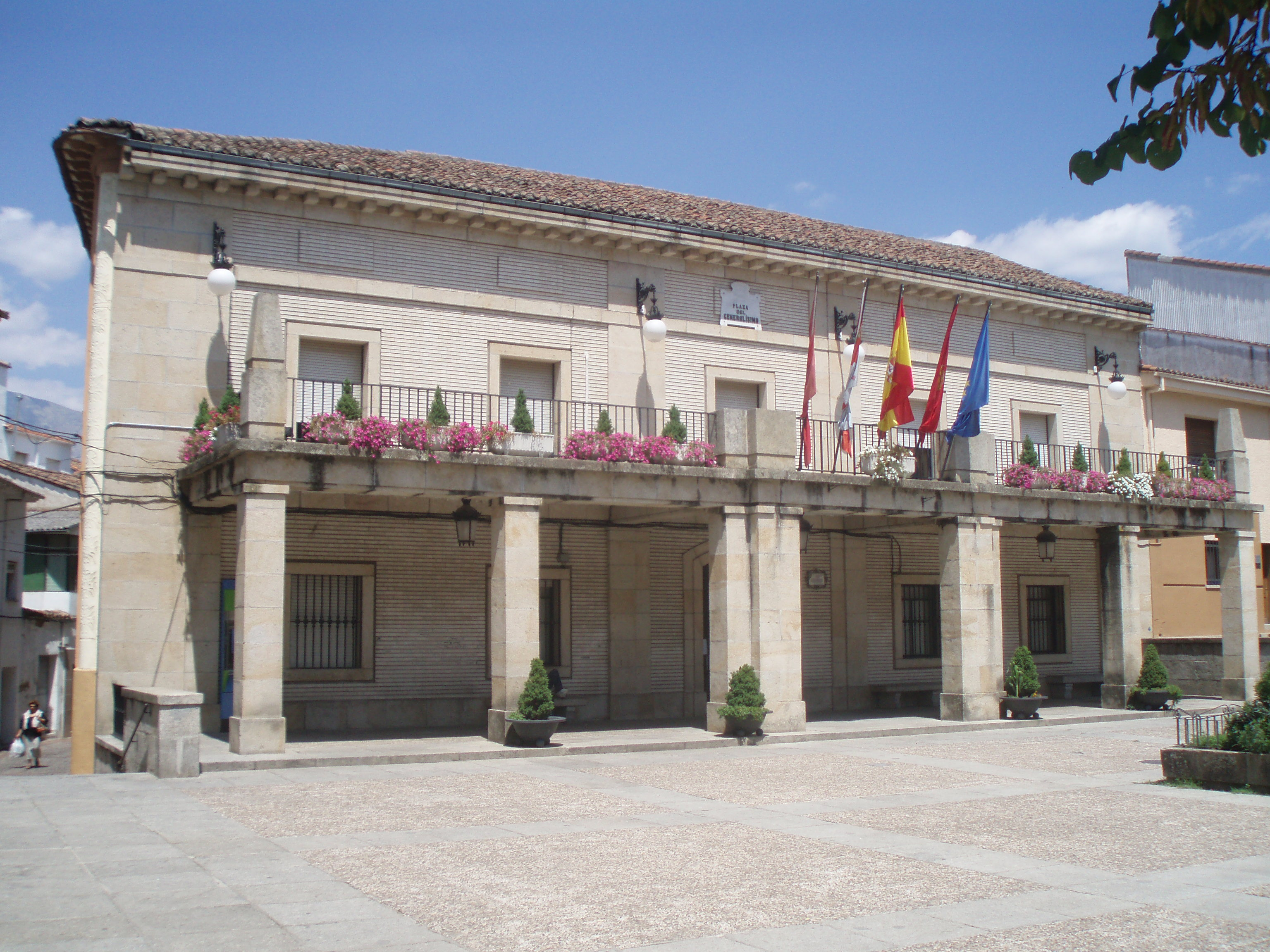
Casa consistorial

### Gobierno municipal
Desde las elecciones municipales del año 2015 el alcalde del municipio es Carlos Sánchez Mesón, del Partido Popular. La alcaldesa saliente, Caridad Galán García, se había presentado en una candidatura independiente en los comicios de junio de 2015.
| Periodo   | Nombre                     | Partido | Partido                                  |
| --------- | -------------------------- | ------- | ---------------------------------------- |
| 1979-1982 | Tirso Tomás González       |         | Unión de Centro Democrático (UCD)        |
| 1982-1983 | José Pazos Colino          |         | Unión de Centro Democrático (UCD)        |
| 1983-1987 | Tirso Tomás González       |         | Centro Democrático y Social (CDS)        |
| 1987-1991 | Francisco Muñoz Sanz       |         | Alianza Popular (AP)                     |
| 1991-1995 | Felipe Plasencia Muñoz     |         | Centro Democrático y Social (CDS)        |
| 1995-2007 | Carmen de Aragón Amunárriz |         | Partido Popular (PP)                     |
| 2007-2011 | Óscar Tapias Gregoris      |         | Partido Socialista Obrero Español (PSOE) |
| 2011-2015 | Caridad Galán García       |         | Partido Popular (PP)                     |
| 2015-act. | Carlos Sánchez Mesón       |         | Partido Popular (PP)                     |

La corporación municipal está dividida en diferentes áreas de gestión: Régimen Interior y Personal, Policía y Seguridad Ciudadana, Especial de Cuentas y Hacienda, Urbanismo, Juventud y Deportes, Cultura, Fiestas, Medio Ambiente, Industria y Turismo, Sanidad y Asuntos Sociales y Anejos.
En 2010, el municipio tuvo un presupuesto de ingresos para las entidades locales de 6 043 532 € mientras que el presupuesto de gastos fue de 5 915 951 €.
| Partido político                          | 2023  | 2023  | 2023       | 2019  | 2019  | 2019       | 2015  | 2015  | 2015       | 2011  | 2011  | 2011       | 2007  | 2007  | 2007       |
| Partido político                          | %     | Votos | Concejales | %     | Votos | Concejales | %     | Votos | Concejales | %     | Votos | Concejales | %     | Votos | Concejales |
| Partido Popular (PP)                      | 60,49 | 2098  | 8          | 50,45 | 1980  | 8          | 37,48 | 1413  | 5          | 55,68 | 2283  | 8          | 46,31 | 1958  | 6          |
| Partido Socialista Obrero Español (PSOE)  | 27,53 | 955   | 4          | 26,42 | 1037  | 4          | 26,10 | 984   | 4          | 27,32 | 1120  | 4          | 38,32 | 1620  | 5          |
| Izquierda Unida (IU)                      | 7,84  | 272   | 1          | 11,16 | 438   | 1          | 10,50 | 396   | 1          | 9,63  | 395   | 1          | 13,98 | 591   | 2          |
| Unión de Ciudadanos Independientes (UCIN) | –     | –     | –          | –     | –     | –          | 14,08 | 531   | 2          | –     | –     | –          | –     | –     | –          |
| Por Arenas                                | –     | –     | –          | –     | –     | –          | 9,95  | 375   | 1          | –     | –     | –          | –     | –     | –          |

### Justicia

Partido judicial n.º 2 de la provincia de Ávila

Arenas de San Pedro es cabeza del partido judicial número 2 de la provincia de Ávila. Pertenecen a él 24 municipios, circunscritos también a la comarca del valle del Tiétar: La Adrada, El Arenal, Arenas de San Pedro, Candeleda, Casavieja, Casillas, Cuevas del Valle, Fresnedilla, Gavilanes, Guisando, Higuera de las Dueñas, El Hornillo, Lanzahíta, Mijares, Mombeltrán, Navahondilla, Pedro Bernardo, Piedralaves, Poyales del Hoyo, San Esteban del Valle, Santa Cruz del Valle, Santa María del Tiétar, Sotillo de la Adrada y Villarejo del Valle. Esta adscripción fue fijada por la Ley de Demarcación y de planta Judicial el 28 de diciembre de 1988.

## Economía

### Sector primario
El sector primario supone un porcentaje escaso del mercado de trabajo (4,9 % de los trabajadores). La mayor parte de la superficie agrícola no destinada a pastos está dedicada al olivo (658,3 ha) y a los frutales (116,8 ha).

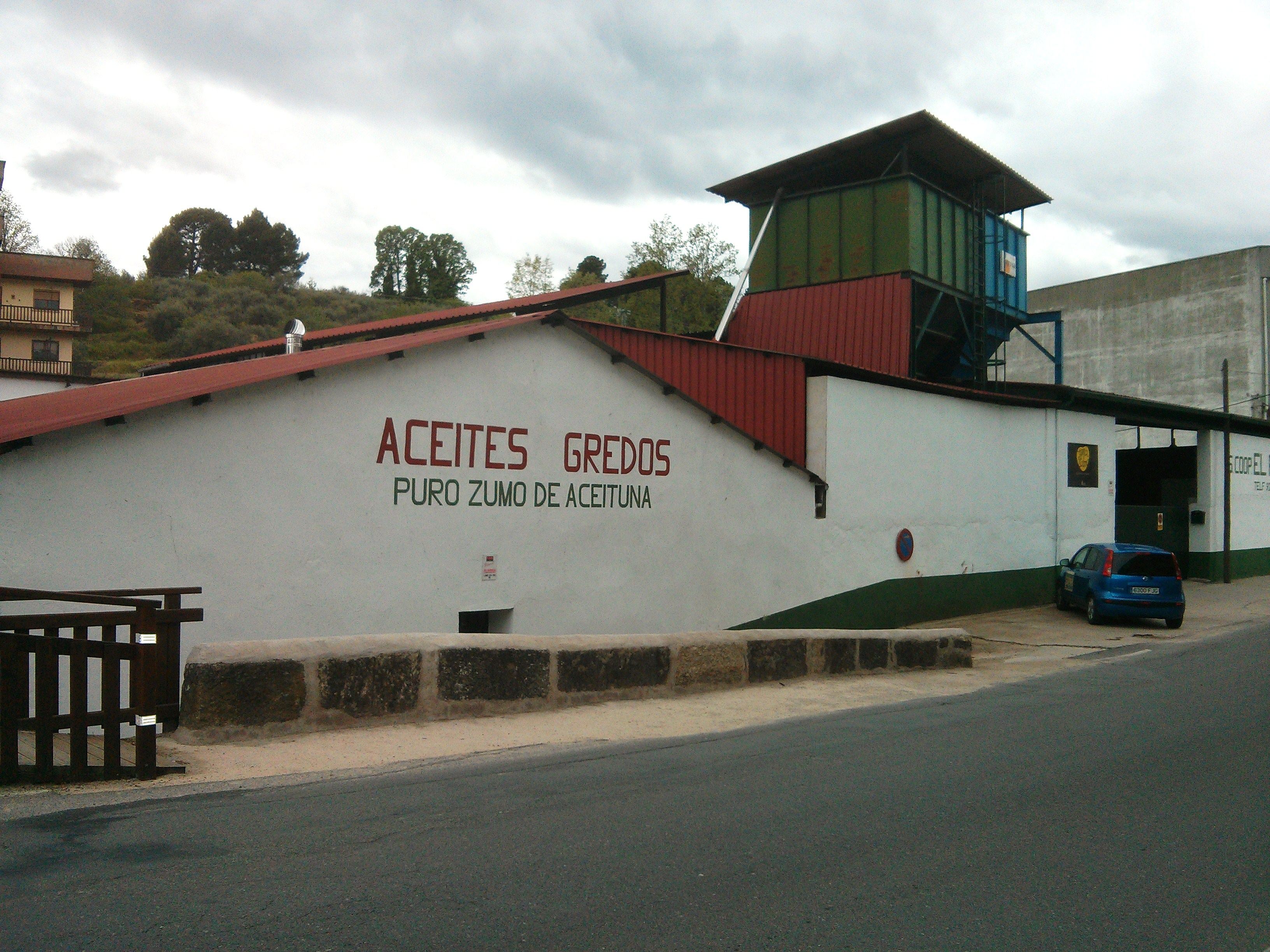
Cooperativa para la producción de aceite

Según el censo agrario de 1999, la mayor parte de las explotaciones —el 88 % de estas— tienen un área menor de 5 ha. De acuerdo a la misma fuente solo existen 34 explotaciones (el 5,3 %) con una superficie agraria utilizada mayor de 50 ha. Se calcula en un millón la población de olivos en la región de Arenas de San Pedro, distribuidos tanto en pequeñas parcelas —la mayor parte de las explotaciones— como en un pequeño número de grandes olivares. El municipio produce aceite de oliva virgen extra, aunque no dispone de denominación de origen. Arenas de San Pedro consta de una única almazara, propiedad de la cooperativa El Puente, a tal efecto.
Según el INE 2011, en 2009 la cabaña ganadera era de 1872,67 unidades ganaderas. El término municipal está comprendido dentro del área de la carne vacuna con indicación geográfica protegida Carne de Ávila, de la especie Avileña-Negra ibérica.

### Sector secundario
El sector industrial, sobre todo si se excluye a la construcción, no tiene una gran importancia en el tejido productivo. En 2007, en pleno auge de la burbuja inmobiliaria, la construcción ocupaba al 22,4 % de los trabajadores. En ese mismo periodo la industria concentraba al 15,6 % del mercado laboral.

### Sector terciario

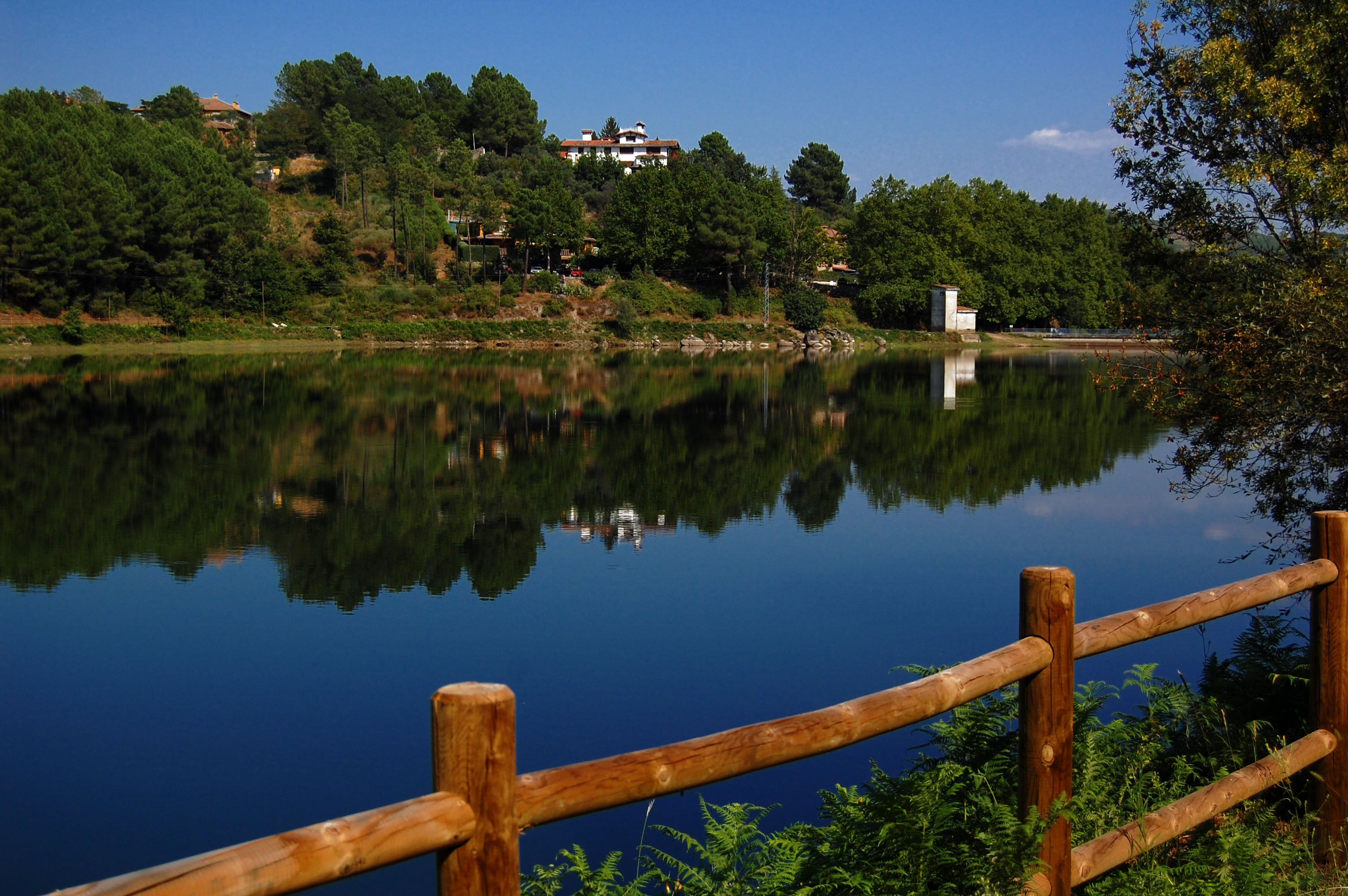
Paseo junto al embalse

El principal sector económico es el terciario (57,1% de los trabajadores) con una gran importancia del turismo. La ciudad posee una importante actividad comercial por constituir el centro de la comarca. En 2011 el municipio contaba con 206 establecimientos comerciales —con un descenso del 6,8 % con respecto al año anterior—, 15 restaurantes, 61 bares, 4 cafeterías, 3 bancos, 3 cajas de ahorro, 3 farmacias, 3 gasolineras, 10 hostales y fondas y una sala de proyección de cine.
El turismo rural es el sector que más ha crecido en las últimas décadas. En 1990 ya se estimaban en 100 000 los visitantes anuales a la comarca del Valle del Tiétar, mayormente procedentes de Madrid. En la misma línea hay que destacar el mercado de vivienda secundaria (con un incremento del censo de viviendas de un 378 % entre 1970 y 1980).
En 2011, en plena crisis económica, el número de parados acumulado de los tres sectores económicos era de 770 personas (17,0 % sobre la población activa).

## Servicios

### Educación y bibliotecas
La localidad cuenta con tres institutos de enseñanza secundaria: el IES Juana de Pimentel, el IES Valle del Tiétar y un centro concertado, el Divina Pastora. Por otro lado, en el núcleo urbano existen dos colegios de enseñanza primaria: el CEIP Zorrilla Monroy, con dos subsecciones (Triste Condesa y alto de San Agustín), y un colegio concertado, el Divina Pastora, que también imparte enseñanza primaria. Los anejos cuentan con un colegio rural, el C.R.A. Arturo Duperier, dependiente de Lanzahíta, con aulas en La Parra, Hontanares y Ramacastañas. Arenas de San Pedro dispone también de una sección de la Escuela Oficial de Idiomas, con la posibilidad de cursar estudios de inglés y francés. La ciudad inauguró una sede de la Universidad Nacional de Educación a Distancia en el año 2011. Otros centros educativos de la localidad son el «Equipo de Orientación Educativa Valle del Tiétar», un centro para la Educación de Personas adultas, y el centro de enseñanza Los Morales, con cursos de formación.
Existen varias guarderías y ludotecas: la guardería La Cometa, el parque infantil TOLE-TOLE, así como la guardería municipal en el alto de San Agustín. Arenas de San Pedro dispone de la biblioteca pública municipal Don Segundo Durán, ubicada en la Casa de la Cultura, que acoge el nombre de la paisana Josefina Carabias, en el paseo del Pintor Martínez Vázquez. Está gestionada por el Ayuntamiento.

### Sanidad

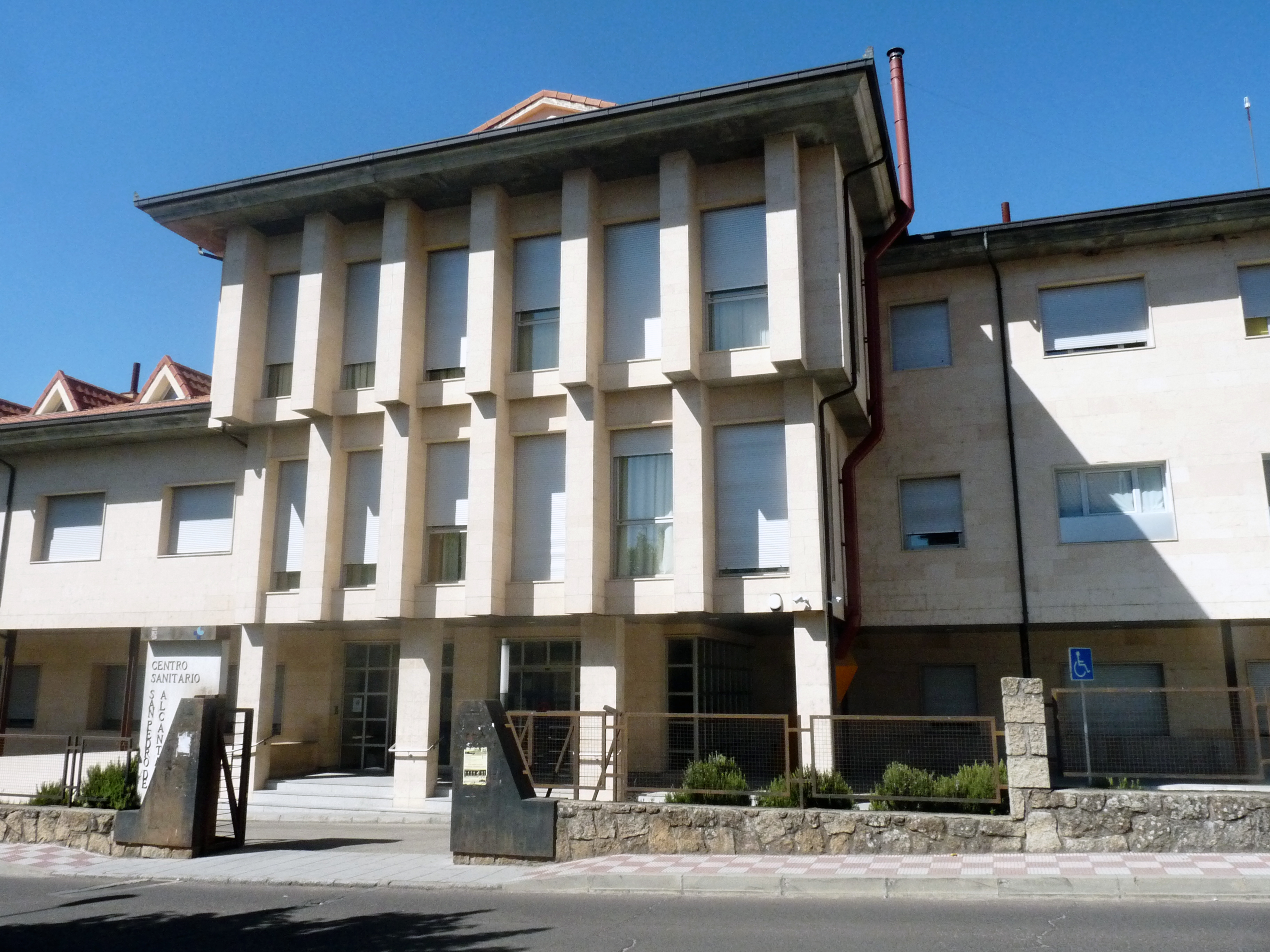
Centro sanitario San Pedro de Alcántara

Arenas de San Pedro cuenta con un centro de salud y especialidades en el paseo Pintor Martínez Vázquez. Está gestionado por la Sanidad de Castilla y León (SACYL). Hay firmados varios convenios con la Junta de Comunidades de Castilla-La Mancha para la asistencia a la población de la zona por parte del hospital de Talavera de la Reina (Toledo) en casos de urgencias, partos, hospital de día oncológico y consultas externas en las especialidades de neurología, endocrinología, reumatología y oncología médica.
Existe una plataforma (la Plataforma en Defensa de la Sanidad Pública en el Valle del Tiétar) que ha reclamado de forma más o menos activa a lo largo del tiempo la construcción de un hospital comarcal en Arenas de San Pedro, debido a la gran distancia que separa el municipio del hospital provincial situado en Ávila. La Junta de Castilla y León rechaza la idea, aduciendo su falta de rentabilidad y que los servicios están suficientemente cubiertos con los convenios con otras comunidades.

## Patrimonio
Entre el patrimonio material histórico del municipio figuran tres edificios históricos declarados bien de interés cultural: el castillo del Condestable Dávalos, también llamado «Castillo de la Triste Condesa»; el palacio de la Mosquera, del infante Luis de Borbón —hijo de Felipe V y hermano por tanto de los monarcas Luis I, Fernando VI y Carlos III— así como el convento de San Pedro de Alcántara.

### Arquitectura civil
Castillo del Condestable Dávalos

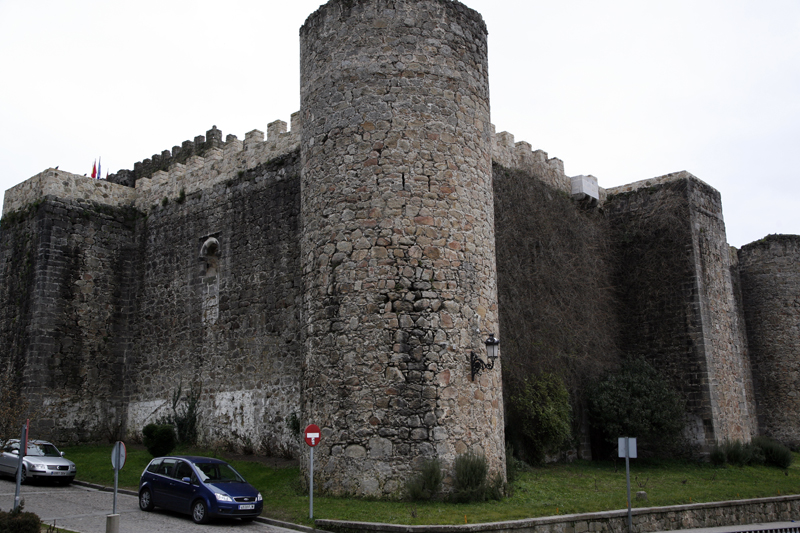
El castillo de Arenas de San Pedro, construido en estilo gótico entre los siglos y fue declarado monumento nacional el

La fortaleza, de estilo gótico, fue construida entre 1393 y 1423 por el condestable Ruiz López Dávalos. Más tarde fue recibido como dote por Juana de Pimentel, que en 1432 se casó con el condestable Álvaro de Luna, que aparece nombrado en las Coplas de Jorge Manrique por la Muerte de su Padre. En 1835 el castillo fue cedido por su propietario en el momento —Manuel de Toledo, duque de Pastrana— a perpetuidad al municipio para ser utilizado como cementerio. El 4 de junio de 1931, en la Gaceta de Madrid (precursor del B.O.E.) se declaró, según el decreto del 9 de agosto de 1926, monumento histórico-artístico perteneciente al Tesoro Artístico Nacional al castillo de Arenas de San Pedro, junto a gran cantidad de monumentos españoles. Pertenece al Ayuntamiento y su restaurada torre del homenaje alberga un museo que exhibe parte de la obra del pintor arenense Manuel Aznar, a la par que opera como sala de exposiciones y congresos.
Palacio del Infante Don Luis de Borbón

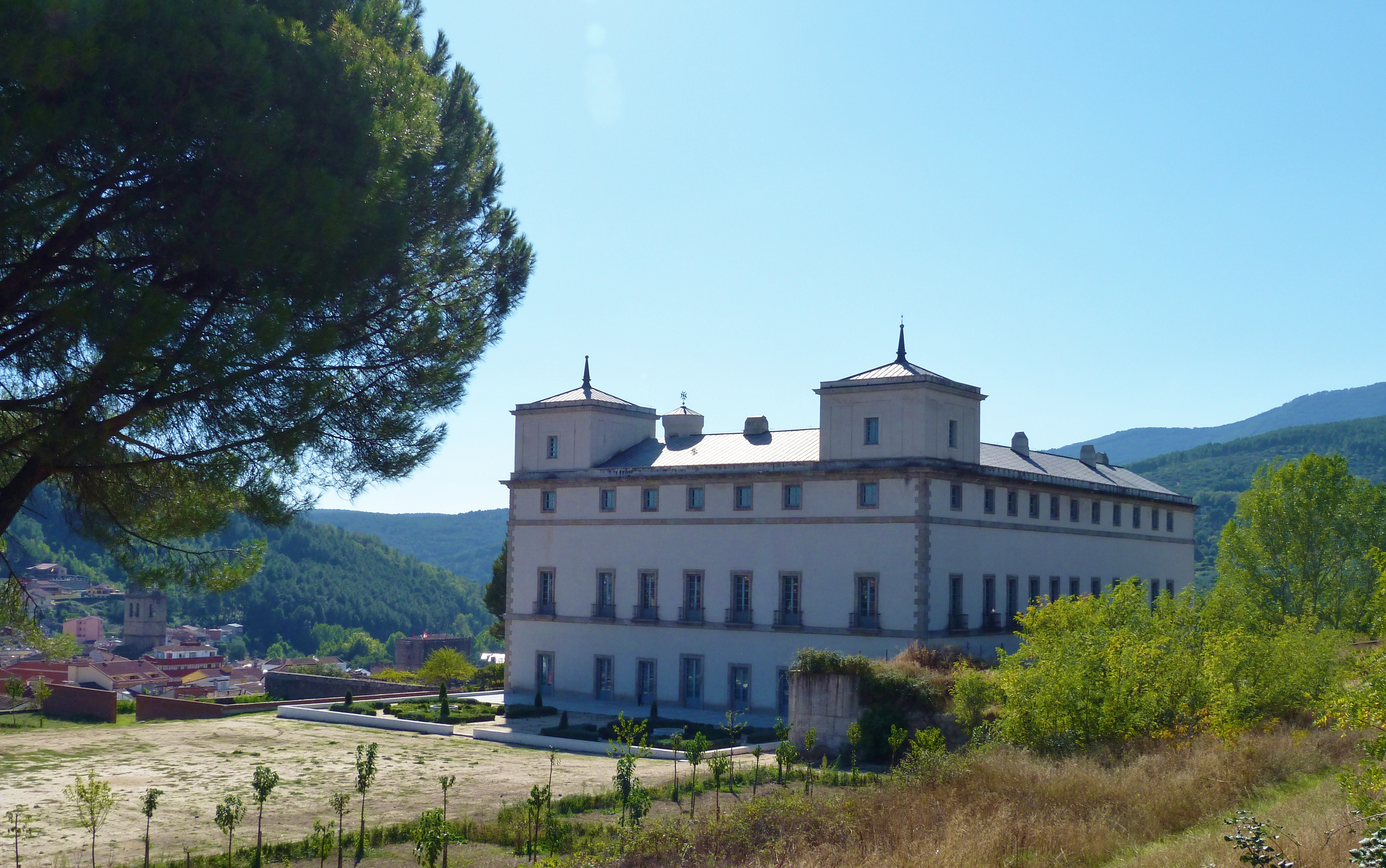
El palacio del Infante Don Luis de Borbón, también llamado palacio de la Mosquera, es una construcción de estilo neoclásico del que fue declarada bien de interés cultural el

Fue construido entre los años 1780 y 1783; el proyecto contó con la supervisión del arquitecto Ventura Rodríguez. Emplazado en el alto de la Mosquera, se caracteriza por su disposición y estilo neoclásica. Siguiendo el orden característico de la arquitectura palaciega presenta una planta cerrada articulada en torno a un patio interior cuyo centro ocupa una fuente piramidal. Destaca la fachada principal con su pórtico granítico y los jardines, actualmente en reconstrucción. Debido a la avanzada edad del infante Luis y a problemas económicos, el proyecto nunca llegó a finalizarse. Por este palacio pasaron personalidades de la cultura como el pintor Francisco de Goya y el músico Luigi Boccherini. Comparte algunas características —como planta simétrica, escaleras monumentales o una similar distribución de estancias— con otro palacio de Ventura Rodríguez, el palacio del marqués de la Regalía en la calle madrileña de San Bernardo y actual sede del Ministerio de Justicia de España. Los trámites para incoar el procedimiento de declaración del Palacio del Infante Don Luis como Bien de Interés Cultural comenzaron el 28 de julio de 2010. Fue declarado oficialmente Bien de Interés Cultural con categoría de monumento el 15 de septiembre de 2012. En la actualidad en el interior del edificio es utilizado para celebrar exposiciones y conciertos de música.
El puente de Aquelcabos

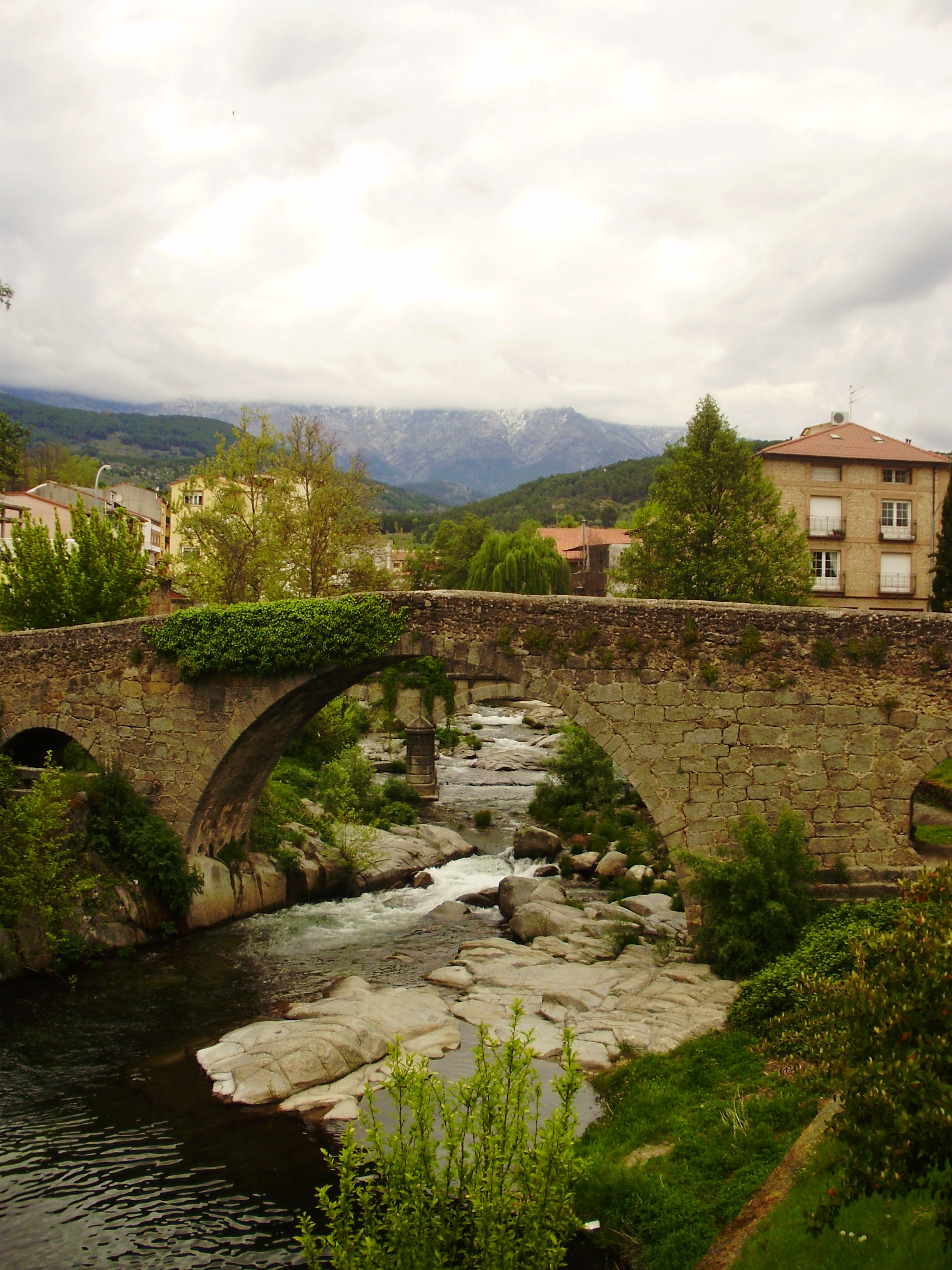
Vista del puente medieval de la localidad

De origen medieval, en realidad se construyó sobre un puente anterior, de ahí su nombre. En épocas medievales se cobraba derecho de pontazgo a modo de tributo. Era utilizado para la actividad trashumante.
Es uno de los puntos más visitados de la localidad, desde donde se puede ver una gran panorámica de la sierra y de la naturaleza del entorno. 
Rollo de justicia

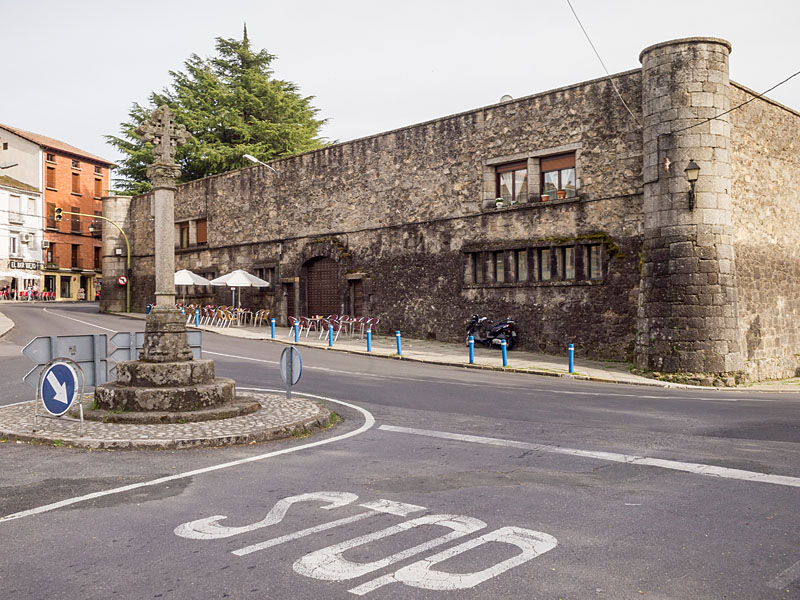
Antigua cárcel

Atestigua la condición de villa de la localidad, otorgada en 1393 por el rey Enrique III. De abajo arriba consta de una grada de forma cuadrada, una basa transicional al fuste, un fuste cilíndrico con collarino y un capitel con caras con un remate redondeado. El capitel ha perdido dos brazos. Su ubicación actual a los pies del Palacio del Infante Don Luis de Borbón resulta extraña, oculto entre las edificaciones construidas alrededor debido a la expansión de la población.
Hospital de San Bartolomé
Se encuentra junto a la parroquia de Nuestra Señora de la Asunción, en la plaza de Isabel la Católica. Fue la propia reina quien lo financió para que los lugareños no estuvieran expuestos a los peligros de las carreteras y los fríos invernales, y pudieran recibir la asistencia sanitaria que buscaban en la capital.
Cruz del Mentidero
Esta cruz fechada alrededor del siglo XVI está situada en la rotonda junto al puente dirección Guisando-El Hornillo y El Arenal. Reconstruida recientemente, aún conserva gran parte de su estructura original. Consta de base, un fuste de 1,60 m y un capitel compuesto de origen renacentista con una cruz flordelisada.

### Arquitectura religiosa
Iglesia de Nuestra Señora de la Asunción

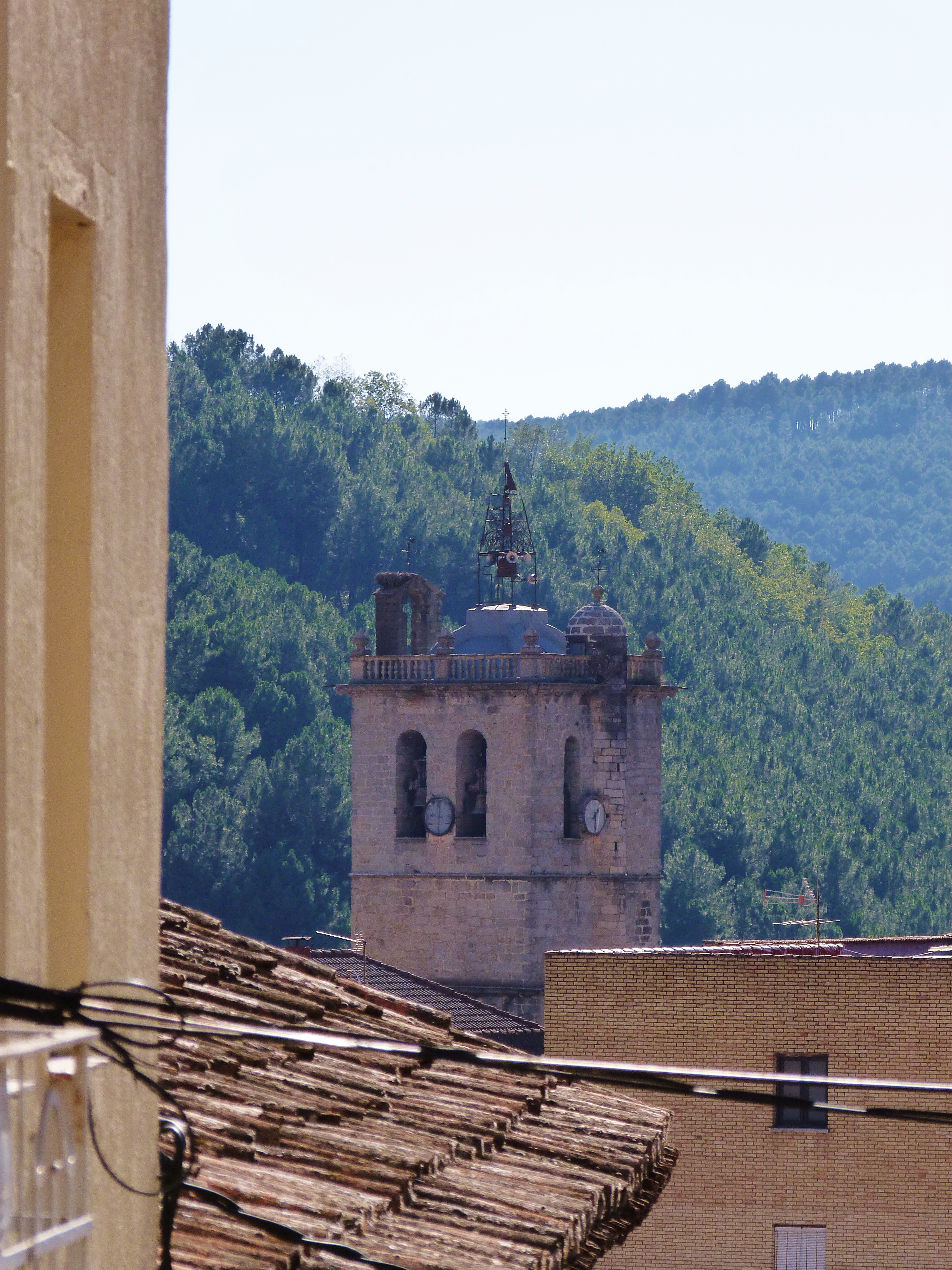
Torre del campanario de la iglesia de Nuestra Señora de la Asunción

Amplia iglesia gótica situada en el centro de la localidad, junto a la plaza del ayuntamiento, construida a finales del siglo XIV por orden de Ruy López Dávalos, primer señor de Arenas. En su exterior lo más llamativo es la torre renacentista de planta cuadrangular.
Santuario de San Pedro de Alcántara

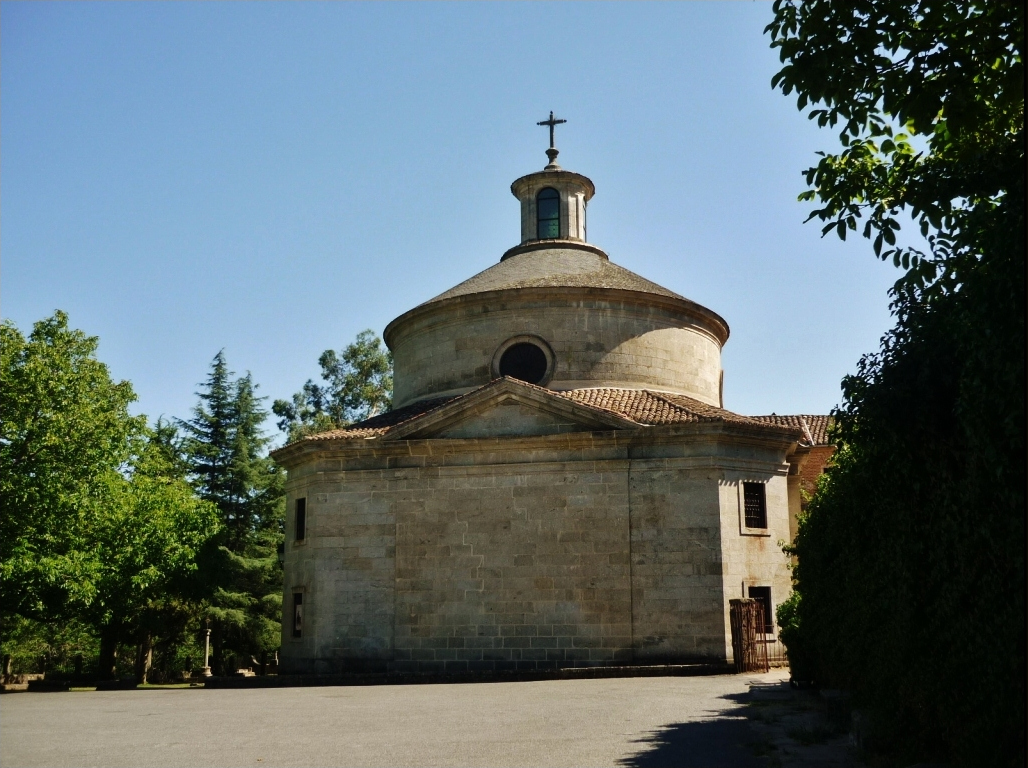
La capilla del santuario de San Pedro de Alcántara, fue declarada monumento histórico artístico el

Edificado sobre la antigua ermita de San Andrés a 3 km del núcleo urbano. El monasterio data del siglo XVIII cuando fue construido con ayuda de Carlos III sobre planos de Ventura Rodríguez. Destaca el trazado de la capilla real de planta octogonal, con pilastras de mármol y la imponente cúpula de linterna de la capilla que éstas sostienen. Este complejo monacal cuenta con la iglesia de San Pedro de Alcántara que incorpora la real capilla del mismo nombre y en sus inmediaciones se encuentra una ermita para la oratoria de los frailes. La capilla fue declarada Bien de Interés Cultural el 16 de noviembre de 1972. En la actualidad el monasterio cuenta con un museo en el que destaca la Sala Alcantarina, que alberga recuerdos personales del santo y diverso material iconográfico alcantarino —escultura, pintura, grabados y documentación— reunido entre los siglos XVII y XX.
Iglesia de San Juan Bautista o de Nuestra Señora del Amor Hermoso
Es conocida popularmente como «de la plazuela» (por estar situada en la plaza de las Monjas Agustinas). Fue la antigua iglesia del convento de las madres agustinas de la orden femenina. En la actualidad solo se conserva esta iglesia (actualmente iglesia de San Juan Bautista) del derruido convento. Fue habitado a partir de 1509 por las Agustinas Recoletas. Las Carmelitas ocuparon el edificio un siglo después, para volver a ser reocupado por las madres Agustinas hasta el año 1809, cuando los franceses, tras saquearlo, lo incendiaron como ocurrió con gran parte de la población de Arenas de San Pedro. La imagen del Cristo de Medinaceli presente en la iglesia es venerada por los fieles locales.
Ermita del Cristo de los Regajales
Situada entre la calle Carrellana y la calle de Sabina, es una ermita de estilo gótico que servía a los viajeros que salían y entraban a Arenas de San Pedro. Ahora se encuentra en plena ciudad, en el cruce entre las dos calles más importantes del barrio de la Carrellana.
Iglesia parroquial de San Pedro Ad Vincula

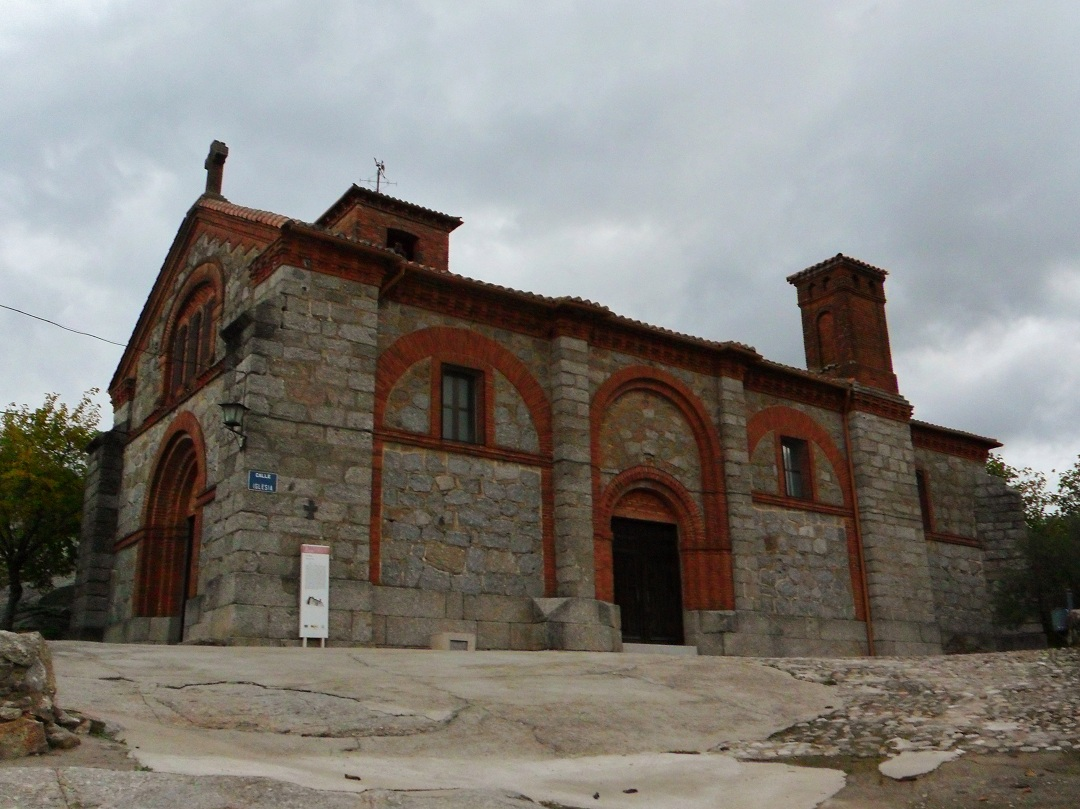
La iglesia de San Pedro Ad Vincula, en la pedanía de La Parra, que data de 1898

Se encuentra en el anejo de La Parra. Erigida en 1898 en estilo neorrománico, está situada en alto, apoyada en una roca y construida en ladrillo y granito. Es reminiscente de obras mudéjares y está dedicada a San Pedro ad Vincula (encadenado).
Ruinas de la iglesia de los Llanos

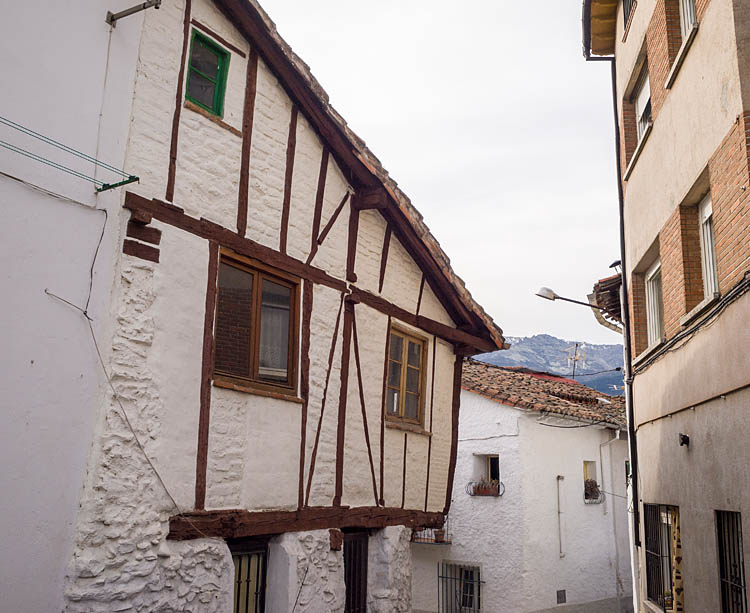
Arquitectura popular

Esta iglesia, de la que actualmente solo quedan sus ruinas, es el único vestigio arquitectónico que queda hoy en día del emplazamiento original de la localidad.
Iglesia del Rosario
La iglesia parroquial de la pedanía de Ramacastañas, del siglo XV.
Iglesia del Cristo de la Luz
Está situada en la pedanía de Hontanares. Es tradición la celebración de una romería que lleva a los fieles a caballo y a pie desde la iglesia de San Juan Bautista en Lanzahíta hasta la iglesia del Cristo de la Luz cruzando el río Tiétar.

### Patrimonio desaparecido
La iglesia y monasterio de la Virgen del Pilar (alto de San Agustín) fue la iglesia y el monasterio más antiguos de Arenas de San Pedro. Originariamente se trataba de una casa levantada por los ermitaños conocidos como «los pilaretes», para custodiar la imagen de la Virgen del Pilar. En el siglo XV se convirtió en monasterio regentado por los padres agustinos. Sus muros fueron testigos de la presencia de Fray Luis de León, Santo Tomás de Villanueva, San Pedro de Alcántara y San Juan de Sahagún. El convento de la orden agustina fue destruido por los franceses cuando éstos incendiaron la ciudad en 1809. En la actualidad solo queda el emplazamiento, pues sus piedras sirvieron en la construcción de la cárcel, el ayuntamiento viejo y la plaza de toros.

### Espacios naturales

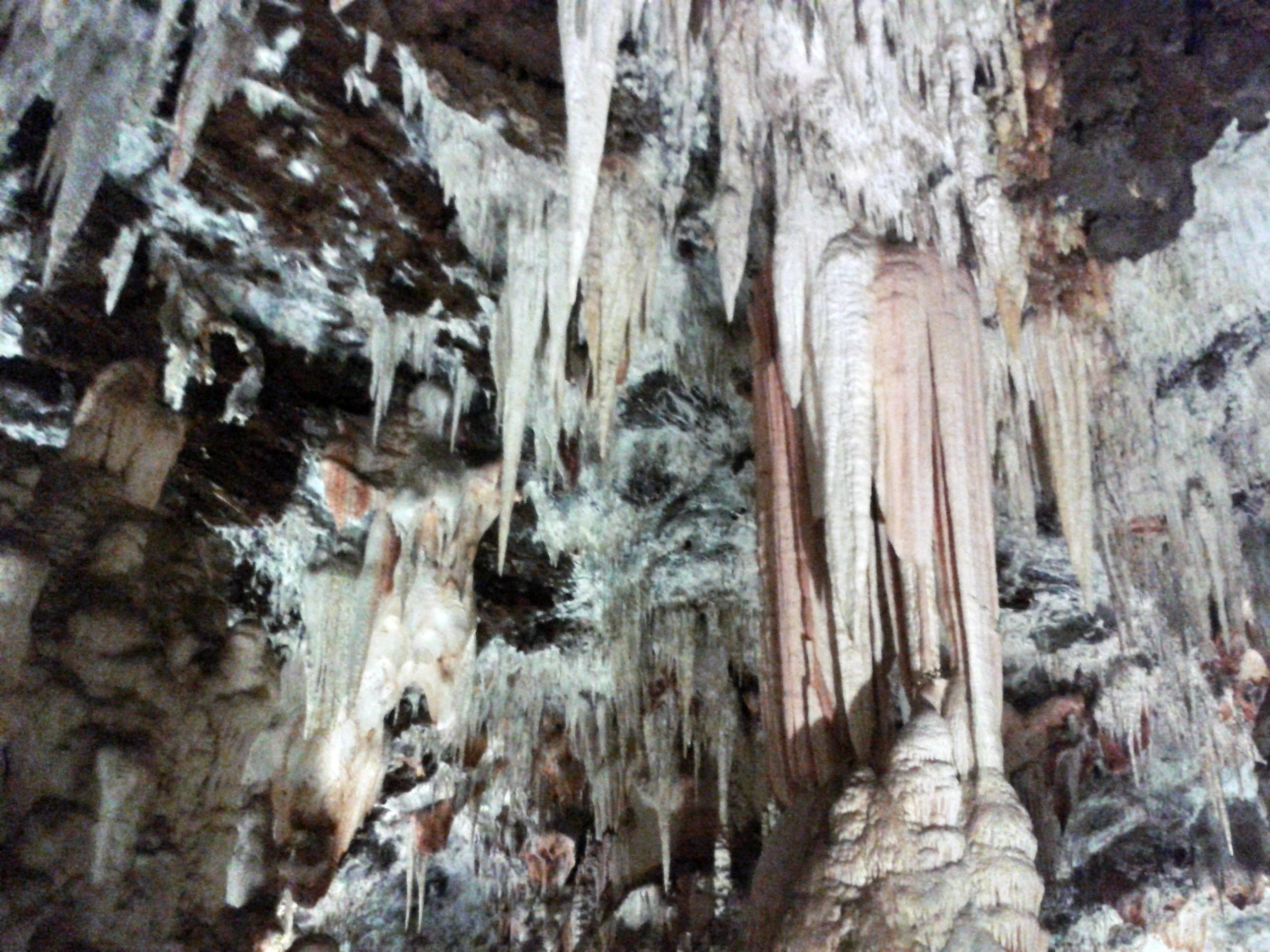
Interior de las cuevas del Águila

Arenas de San Pedro, debido a su situación geográfica al sur de la sierra de Gredos y a formar parte el término municipal del parque regional está rodeada de vegetación así como de múltiples torrentes de agua (ríos Arbillas, Arenal, Riocuevas, Pelayo y Avellaneda) que descienden desde las cumbres de la sierra. Este entorno natural constituye el principal atractivo turístico de la localidad. Ejemplos de este patrimonio natural son:
- Las cuevas del Águila: se encuentran a 9 km del núcleo urbano Arenas de San Pedro, en el anejo de Ramacastañas.[160] Están situadas en un cerro de dolomías cámbricas. Compuestas por una gran sala con múltiples estalagmitas comunicada por dos orificios con el exterior, su temperatura se mantiene más o menos constante oscilando entre 15,2 y 16,2 °C.[161]
- Las piscinas naturales: zona de baños en el margen del río Arenal, aproximadamente a 1 km del casco urbano. Hay habilitadas zonas verdes y de recreo en sus alrededores.[162]
- Pelayos: zona de baños situada en la garganta del río Pelayos, en la carretera CL-501 en dirección a Poyales del Hoyo, a unos 3 km de Arenas de San Pedro.[162][163]
- Arbillas: zona de baños situada en el río Arbillas, en la carretera CL-501 en dirección a Poyales del Hoyo, a unos 6 km de Arenas de San Pedro.[162]

## Cultura

### Equipamiento cultural
Aparte de los distintos museos y salas de exposiciones que existen tanto el castillo, en el palacio de la Mosquera o en el propio monasterio de San Pedro de Alcántara, la localidad dispone de otros centros, museos, asociaciones e instituciones de carácter cultural:

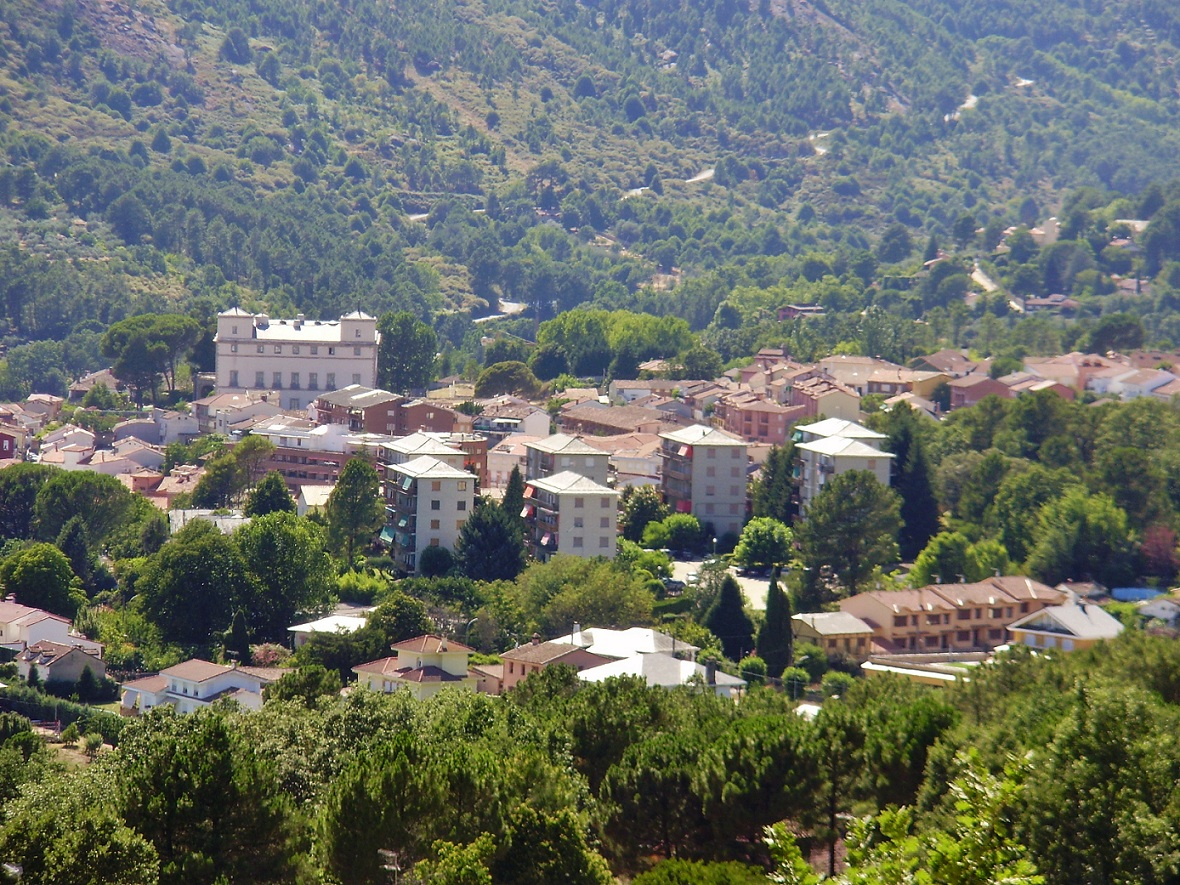
Vista de la localidad

- Fundación Marcelo Gómez Matías: institución nacida en honor al presbítero homónimo que creó en 1918 el Sindicato Agrícola Católico, luego Caja Rural, de reconocida acción benéfica.[164] Mediante sus diversas iniciativas como la Escuela de Danza, la Coral Valle del Tiétar, su centro cultural[165] o diversas exposiciones en las dos salas de las que dispone la fundación,[166] promueve la cultura en la localidad.
- Museo Etnográfico de Arenas de San Pedro: alberga una colección de piezas que recuerdan la forma de vida popular de la comarca.[167]
- Centro cultural Josefina Carabias: en esta instalación se llevan a cabo multitud de actividades culturales y de ocio, como son exposiciones, obras de teatro, conferencias, bailes o conciertos (de diferentes agrupaciones como la banda municipal, la escuela municipal de música o diversas orquestas).[168][169][170]
- Las salas de exposiciones de las que disponen Caja Ávila[171] y Caja Duero[172] en la calle Triste Condesa.
- Sala de teatro El Balcón: situada en la calle Santísima Trinidad, se dedica a la programación de espectáculos teatrales, conciertos y exposiciones.[173][174][175]

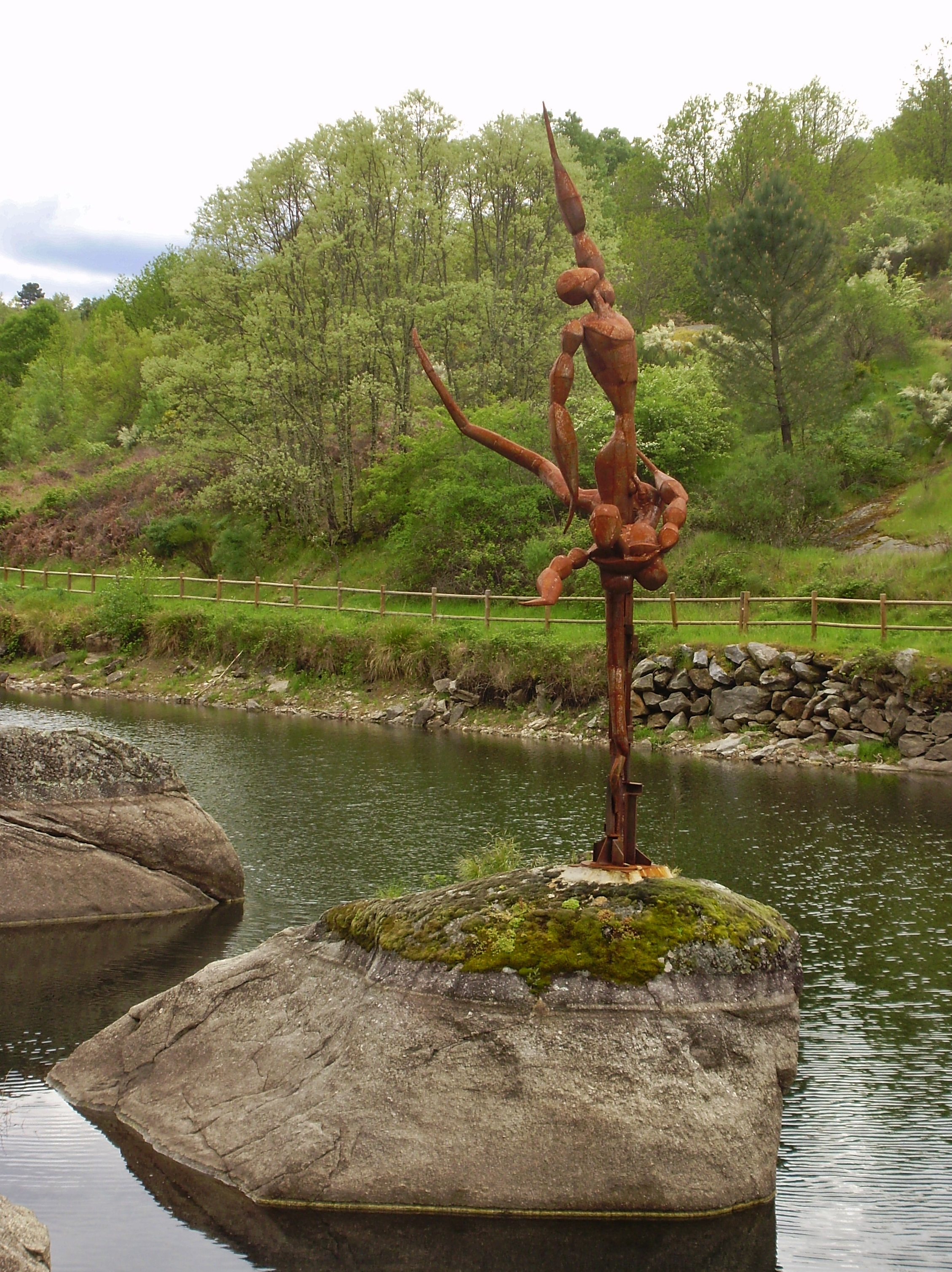
Vista de la escultura El Baño de Ataecina, que representa a las divinidades vetonas de Vaelico y Ataecina, situada en el embalse de la localidad

- Escuela de baile La Jara: en ella se imparten enseñanzas de baile clásico, contemporáneo y moderno. La escuela participa en diferentes espectáculos de baile.[176] Sin embargo, en el año académico 2012/2013 la academia decidió no impartir clases lectivas.[177]

### Deporte y tauromaquia
La cultura deportiva está muy arraigada a la localidad. Destaca la práctica del fútbol, del ciclismo de carretera y de montaña, del montañismo y la escalada, del kárate, etc. Algunos deportistas de la localidad son el jugador de baloncesto Sebas Saiz, o los futbolistas Rubén Pulido y Borja Sánchez.
La localidad cuenta un campo de fútbol —bautizado como José Luis Jara Blázquez «Pechu»— en el que el Deportivo Arenas juega sus partidos en la liga provincial de aficionados.
El polideportivo municipal Jesús Navarro, aparte de ser el lugar donde se realizan las diferentes escuelas deportivas, acoge ferias y muestras de diversa índole. Asimismo, Arenas de San Pedro dispone de una plaza de toros de tercera categoría, con un aforo de 6000 espectadores.

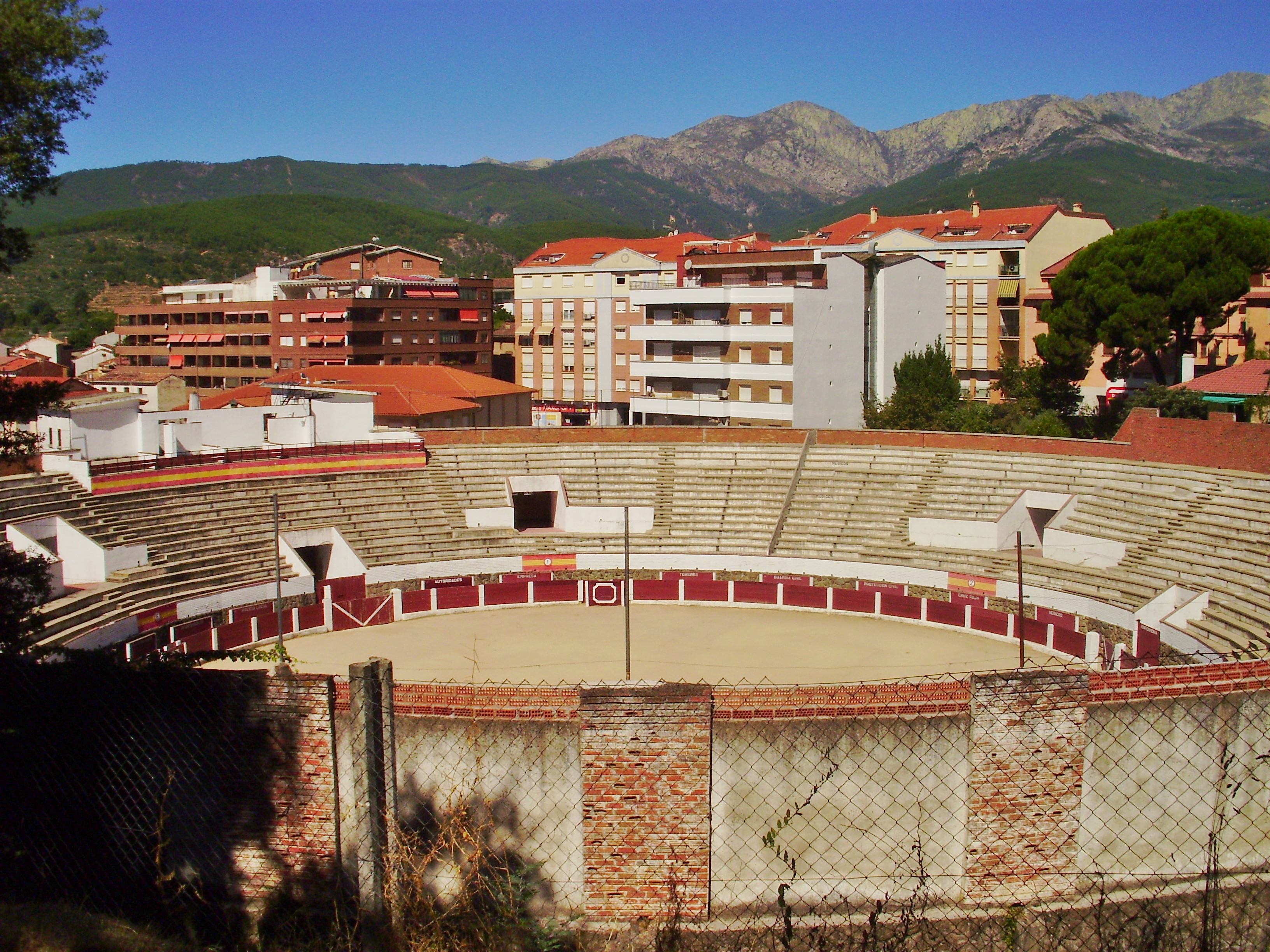
Plaza de toros

### Fiestas populares
En la localidad se celebran los siguientes días de manera especial:
- La Virgen del Pilar (el 8 de septiembre), la patrona del pueblo.[182]
- San Pedro el Alcántara (el 19 de octubre), el patrón del pueblo.[183]
- El día de Todos los Santos (1 de noviembre). Como es común en muchos pueblos de Salamanca, Toledo, y Ávila, es costumbre pasar un día al aire libre asando castañas, en la llamada fiesta de los calbotes o calbotada.[184]
- La romería del Cristo de la Luz en la pedanía de Hontanares: A finales de primavera, en una fecha determinada por la Semana Santa, es tradición la celebración de una romería, conocida popularmente como «El Rocío de Castilla y León» que lleva a los fieles a caballo y a pie desde la iglesia de San Juan Bautista en Lanzahíta hasta la iglesia del Cristo de la Luz cruzando el río Tiétar. Está declarada como de Interés Turístico Regional por la Junta de Castilla y León.[153][154][185]